# Llista de topònims del Papiol
Llista de topònims (noms propis de lloc) del municipi del Papiol, al Baix Llobregat
Informació actualitzada per un bot. Els canvis manuals es perdran quan s'actualitzi!

## arbre singular
| imatge | Nom                                | Ubicat a  | instància de   | Detalls                                                      | coordenades                                                                         | Protecció | Commons (més fotos) | Dades a WD                    |
| ------ | ---------------------------------- | --------- | -------------- | ------------------------------------------------------------ | ----------------------------------------------------------------------------------- | --------- | ------------------- | ----------------------------- |
|        | alzina de les Escletxes            | el Papiol | arbre singular | Taxon: alzina (Quercus ilex) Estat: bon estat                | 41° 26′ 18″ N, 2° 01′ 03″ E / 41.4382°N,2.01748°E ca:Les Escletxes 151 msnm         |           |                     | Modifica les dades a Wikidata |
|        | lledoner de ca n'Esteve de la Font | el Papiol | arbre singular | Taxon: lledoner (Celtis australis)                           | 41° 26′ 32″ N, 2° 00′ 57″ E / 41.44209°N,2.01586°E ca:Camí de ca n'Esteve, s/n      |           |                     | Modifica les dades a Wikidata |
|        | pi pinyer de la Font del Lleó      | el Papiol | arbre singular | 19th century Taxon: pi pinyer (Pinus pinea) Estat: bon estat | 41° 26′ 54″ N, 2° 01′ 25″ E / 41.44821°N,2.0237°E ca:Corriol sota la Salut 207 msnm |           |                     | Modifica les dades a Wikidata |
|        | roure de la Font del Cosí          | el Papiol | arbre singular |                                                              | 41° 26′ 02″ N, 2° 01′ 23″ E / 41.43379°N,2.02303°E ca:Barranc de can Puig           |           |                     | Modifica les dades a Wikidata |

## barraca de vinya
| imatge | Nom                | Ubicat a  | instància de     | Detalls                    | coordenades                                                                                           | Protecció | Commons (més fotos) | Dades a WD                    |
| ------ | ------------------ | --------- | ---------------- | -------------------------- | --- | --------- | ------------------- | ----------------------------- |
|        | barraca de Vinya   | el Papiol | barraca de vinya |                            | 41° 26′ 32″ N, 2° 01′ 24″ E / 41.44233°N,2.02336°E ca:Camí de Ca n'Esteve de la Font, s/n             |           |                     | Modifica les dades a Wikidata |
|        | barraca de tartana | el Papiol | barraca de vinya | 20th century Estat: malmès | 41° 27′ 02″ N, 2° 00′ 33″ E / 41.45047°N,2.00905°E ca:Cami de la Solella, s/n 125 msnm                |           |                     | Modifica les dades a Wikidata |
|        | barraca de vinya   | el Papiol | barraca de vinya |                            | 41° 27′ 01″ N, 2° 00′ 57″ E / 41.45033°N,2.01571°E ca:Camí de Can Domènec, s/n                        |           |                     | Modifica les dades a Wikidata |
|        | barraca de vinya   | el Papiol | barraca de vinya |                            | 41° 26′ 35″ N, 2° 01′ 08″ E / 41.44305°N,2.01885°E ca:Camí del Torrent de Ca n'Esteve de la Font, s/n |           |                     | Modifica les dades a Wikidata |

## bòbila
| imatge | Nom                                            | Ubicat a  | instància de | Detalls                    | coordenades                                                                | Protecció | Commons (més fotos)  | Dades a WD                    |
| ------ | ---------------------------------------------- | --------- | ------------ | -------------------------- | -------------------------------------------------------------------------- | --------- | -------------------- | ----------------------------- |
|        | Bòbila de ca n'Esteve / Bóbila de La Parellada | el Papiol | bòbila       | 1957 Estat: malmès         | 41° 26′ 28″ N, 2° 00′ 48″ E / 41.44122°N,2.0134°E ca:La Parellada 113 msnm |           |                      | Modifica les dades a Wikidata |
|        | Bòbila de cal Maseta/Ceràmiques Papiol         | el Papiol | bòbila       | 20th century               | 41° 26′ 28″ N, 1° 59′ 52″ E / 41.44107°N,1.99789°E ca:Ctra, C-1413a, s/n   |           | Bòbila de Cal Maseta | Modifica les dades a Wikidata |
|        | Bòbila de can Domènec                          | el Papiol | bòbila       | 20th century Estat: malmès | 41° 27′ 23″ N, 2° 01′ 12″ E / 41.45631°N,2.01992°E ca:Can Domènec 169 msnm |           |                      | Modifica les dades a Wikidata |

## carrer
| imatge | Nom                                      | Ubicat a  | instància de                 | Detalls                                   | coordenades                                                                              | Protecció | Commons (més fotos)          | Dades a WD                    |
| ------ | ---------------------------------------- | --------- | ---------------------------- | ----------------------------------------- | ---------------------------------------------------------------------------------------- | --------- | ---------------------------- | ----------------------------- |
|        | Carrer Barcelona                         | el Papiol | carrer                       |                                           | 41° 26′ 14″ N, 2° 00′ 36″ E / 41.43723°N,2.00994°E                                       |           |                              | Modifica les dades a Wikidata |
|        | Carrer Joan Maragall                     | el Papiol | carrer                       |                                           | 41° 26′ 10″ N, 2° 00′ 32″ E / 41.43615°N,2.0088°E ca:Carrer Joan Maragall, 5,7,9         |           |                              | Modifica les dades a Wikidata |
|        | Carrer Llibertat                         | el Papiol | carrer                       |                                           | 41° 26′ 16″ N, 2° 00′ 38″ E / 41.4379°N,2.01043°E                                        |           |                              | Modifica les dades a Wikidata |
|        | Carrer Major                             | el Papiol | carrer                       | Estat: bon estat                          | 41° 26′ 21″ N, 2° 00′ 41″ E / 41.43904°N,2.01127°E 135 msnm                              |           |                              | Modifica les dades a Wikidata |
|        | carrer Montserrat                        | el Papiol | carrer conjunt d'edificis    |                                           | 41° 26′ 22″ N, 2° 00′ 38″ E / 41.43933°N,2.01066°E                                       |           |                              | Modifica les dades a Wikidata |
|        | carrer d'Aribau                          | el Papiol | carrer                       |                                           | 41° 26′ 09″ N, 2° 00′ 21″ E / 41.4359°N,2.00591°E ca:Carrer de Bonaventura Carles Aribau |           |                              | Modifica les dades a Wikidata |
|        | carrer d'Àngel Guimerà                   | el Papiol | carrer conjunt d'edificis    | Anomenat per: Àngel Guimerà i Jorge       | 41° 26′ 09″ N, 2° 00′ 34″ E / 41.43592°N,2.00934°E ca:Carrer Àngel Guimerà               |           |                              | Modifica les dades a Wikidata |
|        | carrer de Jacint Verdaguer               | el Papiol | carrer conjunt d'edificis    |                                           | 41° 26′ 08″ N, 2° 00′ 26″ E / 41.43553°N,2.00731°E ca:Carrer Jacint Verdaguer            |           |                              | Modifica les dades a Wikidata |
|        | carrer de l'Abat Escarré                 | el Papiol | carrer conjunt d'edificis    | Anomenat per: Aureli Maria Escarré i Jané | 41° 26′ 18″ N, 2° 00′ 37″ E / 41.43827°N,2.01022°E                                       |           |                              | Modifica les dades a Wikidata |
|        | carrer de l'actor teatral Joan Santacana | el Papiol | carrer                       |                                           | 41° 26′ 08″ N, 2° 00′ 24″ E / 41.4356°N,2.00653°E                                        |           |                              | Modifica les dades a Wikidata |
|        | carrer de la Salut                       | el Papiol | carrer conjunt d'edificis    |                                           | 41° 26′ 22″ N, 2° 00′ 41″ E / 41.43957°N,2.01148°E                                       |           |                              | Modifica les dades a Wikidata |
|        | carrer de les Parres                     | el Papiol | carrer                       |                                           | 41° 26′ 22″ N, 2° 00′ 50″ E / 41.43949°N,2.01381°E                                       |           |                              | Modifica les dades a Wikidata |
|        | carrer del Carme                         | el Papiol | carrer                       | 1968 Estat: malmès                        | 41° 26′ 21″ N, 2° 00′ 48″ E / 41.43929°N,2.01325°E 130 msnm                              |           | Carrer del Carme (el Papiol) | Modifica les dades a Wikidata |
|        | carrer del Migdia                        | el Papiol | carrer                       |                                           | 41° 26′ 19″ N, 2° 00′ 40″ E / 41.43873°N,2.01106°E                                       |           |                              | Modifica les dades a Wikidata |
|        | passatge Bellreguard                     | el Papiol | carrer element arquitectònic | 20th century                              | 41° 26′ 18″ N, 2° 00′ 39″ E / 41.43844°N,2.01072°E ca:Passatge Bellreguard, s/n          |           |                              | Modifica les dades a Wikidata |
|        | passatge de Santa Eulàlia                | el Papiol | carrer conjunt d'edificis    |                                           | 41° 26′ 22″ N, 2° 00′ 39″ E / 41.43953°N,2.01074°E                                       |           |                              | Modifica les dades a Wikidata |
|        | rambla de Catalunya                      | el Papiol | carrer conjunt d'edificis    | 20th century                              | 41° 26′ 11″ N, 2° 00′ 21″ E / 41.43644°N,2.00578°E                                       |           |                              | Modifica les dades a Wikidata |

## casa
| imatge | Nom                                                                                | Ubicat a  | instància de | Detalls                                                                    | coordenades | Protecció                                  | Commons (més fotos)                             | Dades a WD                    |
| ------ | ---------------------------------------------------------------------------------- | --------- | ------------ | -------------------------------------------------------------------------- | --- | ------------------------------------------ | ----------------------------------------------- | ----------------------------- |
|        | Ca l'Adjutori                                                                      | el Papiol | casa         | 1711 Estat: bon estat                                                      | 41° 26′ 22″ N, 2° 00′ 47″ E / 41.43931°N,2.01295°E ca:Carme, 1 130 msnm                                                |                                            | Ca l'Adjutori (el Papiol)                       | Modifica les dades a Wikidata |
|        | Ca l'Adjutori del carrer Barcelona                                                 | el Papiol | casa         |                                                                            | 41° 26′ 14″ N, 2° 00′ 36″ E / 41.4372°N,2.00997°E ca:Carrer Barcelona, 13                                              |                                            |                                                 | Modifica les dades a Wikidata |
|        | Ca l'Amadeu                                                                        | el Papiol | casa         | 1930                                                                       | 41° 26′ 12″ N, 2° 00′ 36″ E / 41.43654°N,2.0099°E ca:Avinguda de la Generalitat, 33                                    |                                            |                                                 | Modifica les dades a Wikidata |
|        | Ca l'Amigó/Ca la Pelegrina                                                         | el Papiol | casa         | 19th century                                                               | 41° 26′ 08″ N, 2° 00′ 24″ E / 41.43563°N,2.00674°E ca:Carrer de l'actor teatral Joan Santacana, 2                      |                                            |                                                 | Modifica les dades a Wikidata |
|        | Ca l'Arís/Cal Sassó/Cal Brillant                                                   | el Papiol | casa         | 1900s                                                                      | 41° 26′ 14″ N, 2° 00′ 35″ E / 41.43716°N,2.00974°E ca:Carrer Barcelona, 17                                             |                                            |                                                 | Modifica les dades a Wikidata |
|        | Ca l'Escaleta / Cal Prat                                                           | el Papiol | casa         | 20th century Estat: bon estat                                              | 41° 25′ 42″ N, 2° 00′ 16″ E / 41.42846°N,2.00457°E ca:Carretera de Caldes, 26. Papiol de Baix 32 msnm                  |                                            |                                                 | Modifica les dades a Wikidata |
|        | Ca l'Estevet                                                                       | el Papiol | casa         | 1931                                                                       | 41° 26′ 09″ N, 2° 00′ 23″ E / 41.43594°N,2.00634°E ca:Carrer de Bonaventura Carles. Aribau, 2                          |                                            |                                                 | Modifica les dades a Wikidata |
|        | Ca l'Hugo                                                                          | el Papiol | casa         | 1950s Estat: bon estat                                                     | 41° 26′ 15″ N, 2° 00′ 28″ E / 41.43756°N,2.00788°E ca:Carrer d'Anselm Clavé, 15 95 msnm                                |                                            | Ca l'Hugo                                       | Modifica les dades a Wikidata |
|        | Ca l'Orive                                                                         | el Papiol | casa         | 20th century                                                               | 41° 26′ 15″ N, 2° 00′ 29″ E / 41.43747°N,2.00795°E ca:Carrer d'Anselm Clavé, 13                                        |                                            |                                                 | Modifica les dades a Wikidata |
|        | Ca la Marcelina                                                                    | el Papiol | casa         | 19th century                                                               | 41° 26′ 16″ N, 2° 00′ 37″ E / 41.43767°N,2.01018°E ca:Carrer Llibertat, 8                                              |                                            |                                                 | Modifica les dades a Wikidata |
|        | Ca la Senyora Vima/Cal Solano                                                      | el Papiol | casa         | 20th century                                                               | 41° 26′ 16″ N, 2° 00′ 36″ E / 41.43764°N,2.01012°E ca:Carrer de la Llibertat, 6                                        |                                            |                                                 | Modifica les dades a Wikidata |
|        | Cal Barea                                                                          | el Papiol | casa         | 20th century                                                               | 41° 26′ 02″ N, 2° 00′ 54″ E / 41.43385°N,2.01498°E ca:Carrer Baix Castell, 2                                           |                                            |                                                 | Modifica les dades a Wikidata |
|        | Cal Batallé                                                                        | el Papiol | casa         | 1900s Estat: bon estat                                                     | 41° 26′ 10″ N, 2° 00′ 19″ E / 41.43618°N,2.00519°E ca:Carrer de Bonaventura Carles Aribau, 22 100 msnm                 |                                            |                                                 | Modifica les dades a Wikidata |
|        | Cal Batllevell                                                                     | el Papiol | casa         | 1780                                                                       | 41° 26′ 17″ N, 2° 00′ 36″ E / 41.438°N,2.01003°E ca:Carrer Abat Escarré, 7                                             |                                            |                                                 | Modifica les dades a Wikidata |
|        | Cal Biel/Cal Ramon Faura                                                           | el Papiol | casa         | 1934                                                                       | 41° 26′ 15″ N, 2° 00′ 36″ E / 41.43749°N,2.00988°E ca:Carrer Barcelona, 5.                                             |                                            |                                                 | Modifica les dades a Wikidata |
|        | Cal Bielet de la Botifarra / Cal Llorenç                                           | el Papiol | casa         | 19th century                                                               | 41° 26′ 16″ N, 2° 00′ 37″ E / 41.43771°N,2.01022°E ca:Carrer Llibertat, 10                                             |                                            |                                                 | Modifica les dades a Wikidata |
|        | Cal Bolero/Cal Daniel                                                              | el Papiol | casa         | 1890s Estat: bon estat                                                     | 41° 26′ 19″ N, 2° 00′ 39″ E / 41.4387°N,2.01095°E ca:Carrer del Migdia, 7-9 132 msnm                                   |                                            |                                                 | Modifica les dades a Wikidata |
|        | Cal Bonich / La Caseta                                                             | el Papiol | casa         |                                                                            | 41° 25′ 42″ N, 2° 00′ 18″ E / 41.42825°N,2.00498°E ca:Carrer Papiol de Baix,7                                          |                                            |                                                 | Modifica les dades a Wikidata |
|        | Cal Bou                                                                            | el Papiol | casa         | 20th century                                                               | 41° 26′ 10″ N, 2° 00′ 20″ E / 41.43611°N,2.00562°E ca:Carrer de Bonaventura Carles Aribau, 16 / Rambla de Catalunya, 4 |                                            |                                                 | Modifica les dades a Wikidata |
|        | Cal Cai / Cal Cai Vell                                                             | el Papiol | casa         | 1811                                                                       | 41° 26′ 09″ N, 2° 00′ 29″ E / 41.43577°N,2.00816°E ca:Carrer Jacint Verdaguer, 20                                      |                                            |                                                 | Modifica les dades a Wikidata |
|        | Cal Calopa/Cal Vicenç del Tita/Cal Santacana                                       | el Papiol | casa         | 19th century                                                               | 41° 26′ 21″ N, 2° 00′ 40″ E / 41.43905°N,2.01111°E ca:Carrer Major, 9                                                  |                                            |                                                 | Modifica les dades a Wikidata |
|        | Cal Cambretes                                                                      | el Papiol | casa         |                                                                            | 41° 26′ 19″ N, 2° 00′ 38″ E / 41.43858°N,2.01045°E ca:Passatge Mossen Martí Albanell, 13                               |                                            |                                                 | Modifica les dades a Wikidata |
|        | Cal Carpintero/Cal Joan Ferro/Cal Luciano                                          | el Papiol | casa         | 19th century                                                               | 41° 26′ 14″ N, 2° 00′ 36″ E / 41.43733°N,2.00993°E ca:Carrer Barcelona, 9                                              |                                            |                                                 | Modifica les dades a Wikidata |
|        | Cal Carpintero/Cal Papiol/Cal Milet                                                | el Papiol | casa         | Estat: bon estat                                                           | 41° 26′ 19″ N, 2° 00′ 37″ E / 41.43863°N,2.01033°E ca:Carrer de l'Abat Escarré, 25 140 msnm                            |                                            | Abat Escarré, 25 (el Papiol)                    | Modifica les dades a Wikidata |
|        | Cal Carril                                                                         | el Papiol | casa         | 19th century                                                               | 41° 26′ 14″ N, 2° 00′ 35″ E / 41.43722°N,2.00986°E ca:Carrer Barcelona, 14                                             |                                            |                                                 | Modifica les dades a Wikidata |
|        | Cal Claret/Cal Civil/Cal Miquel Bou                                                | el Papiol | casa         |                                                                            | 41° 26′ 19″ N, 2° 00′ 39″ E / 41.43863°N,2.01093°E ca:Carrer del Migdia, 10                                            |                                            |                                                 | Modifica les dades a Wikidata |
|        | Cal Costa                                                                          | el Papiol | casa         | 19th century                                                               | 41° 26′ 13″ N, 2° 00′ 36″ E / 41.43698°N,2.00989°E ca:Carrer Barcelona, 24                                             |                                            |                                                 | Modifica les dades a Wikidata |
|        | Cal Damià                                                                          | el Papiol | casa         |                                                                            | 41° 26′ 21″ N, 2° 00′ 44″ E / 41.43923°N,2.01213°E ca:Carrer Major, 33                                                 |                                            |                                                 | Modifica les dades a Wikidata |
|        | Cal Díez                                                                           | el Papiol | casa         | 1930s                                                                      | 41° 26′ 12″ N, 2° 00′ 20″ E / 41.43656°N,2.00545°E ca:Rambla de Catalunya, 5                                           |                                            |                                                 | Modifica les dades a Wikidata |
|        | Cal Faura                                                                          | el Papiol | casa         |                                                                            | 41° 26′ 16″ N, 2° 00′ 33″ E / 41.4378°N,2.00924°E ca:Carrer Doctor Fleming, 9 /Francesc Macià, 37                      |                                            |                                                 | Modifica les dades a Wikidata |
|        | Cal Fayol del Puig/Cal Rius                                                        | el Papiol | casa         | 18th century                                                               | 41° 26′ 06″ N, 2° 01′ 16″ E / 41.435°N,2.02113°E ca:Camí de Can Puig, 9                                                |                                            |                                                 | Modifica les dades a Wikidata |
|        | Cal Felip Botella                                                                  | el Papiol | casa         | Estil: noucentisme 19th century Estat: bon estat                           | 41° 26′ 19″ N, 2° 00′ 39″ E / 41.43857°N,2.01085°E ca:Carrer del Migdia, 6-8 131 msnm                                  |                                            |                                                 | Modifica les dades a Wikidata |
|        | Cal Florencio/Casa dels Joguets                                                    | el Papiol | casa         |                                                                            | 41° 26′ 09″ N, 2° 00′ 22″ E / 41.43581°N,2.00614°E ca:Carrer B. C. Aribau, 10                                          |                                            |                                                 | Modifica les dades a Wikidata |
|        | Cal Font                                                                           | el Papiol | casa         |                                                                            | 41° 26′ 20″ N, 2° 00′ 39″ E / 41.43899°N,2.01077°E ca:Carrer Major, 1                                                  |                                            |                                                 | Modifica les dades a Wikidata |
|        | Cal Francesc Faura/Cal Titó                                                        | el Papiol | casa         |                                                                            | 41° 26′ 18″ N, 2° 00′ 37″ E / 41.43827°N,2.01018°E ca:Carrer de l' Abat Escarré, 22-24                                 |                                            |                                                 | Modifica les dades a Wikidata |
|        | Cal Francesc Rius / Cal Bruno / Cal Salort                                         | el Papiol | casa         |                                                                            | 41° 26′ 10″ N, 2° 00′ 22″ E / 41.436°N,2.00618°E ca:Carrer de B.C. Aribau, 6                                           |                                            |                                                 | Modifica les dades a Wikidata |
|        | Cal Francisco Mallorca                                                             | el Papiol | casa         | 1875                                                                       | 41° 26′ 13″ N, 2° 00′ 36″ E / 41.43701°N,2.00996°E ca:Carrer Barcelona, 19                                             |                                            |                                                 | Modifica les dades a Wikidata |
|        | Cal Fuster de la Plaça                                                             | el Papiol | casa         |                                                                            | 41° 26′ 20″ N, 2° 00′ 38″ E / 41.43888°N,2.01051°E ca:Carrer Abat Escarré, 35                                          |                                            |                                                 | Modifica les dades a Wikidata |
|        | Cal Fusteret                                                                       | el Papiol | casa         |                                                                            | 41° 26′ 22″ N, 2° 00′ 44″ E / 41.43941°N,2.0122°E ca:Carrer de la Salut, 4                                             |                                            |                                                 | Modifica les dades a Wikidata |
|        | Cal Garrell/Cal Garriga                                                            | el Papiol | casa         | 19th century                                                               | 41° 26′ 13″ N, 2° 00′ 35″ E / 41.43702°N,2.00968°E ca:Carrer Barcelona, 22                                             |                                            |                                                 | Modifica les dades a Wikidata |
|        | Cal Ginetó                                                                         | el Papiol | casa         | 19th century                                                               | 41° 26′ 09″ N, 2° 00′ 29″ E / 41.43574°N,2.00805°E ca:Carrer de Jacint Verdaguer, 18                                   |                                            |                                                 | Modifica les dades a Wikidata |
|        | Cal Gola/Cal Morelló                                                               | el Papiol | casa         |                                                                            | 41° 26′ 22″ N, 2° 00′ 50″ E / 41.43948°N,2.01397°E ca:Carrer de les Parres, 2                                          |                                            |                                                 | Modifica les dades a Wikidata |
|        | Cal Joan Bonic/Cal Mànies/Cal Jep de Can Mas                                       | el Papiol | casa         |                                                                            | 41° 26′ 21″ N, 2° 00′ 44″ E / 41.43923°N,2.01216°E ca:Carrer Major, 35                                                 |                                            |                                                 | Modifica les dades a Wikidata |
|        | Cal Julià/Cal Cargola                                                              | el Papiol | casa         |                                                                            | 41° 26′ 14″ N, 2° 00′ 36″ E / 41.43727°N,2.00997°E ca:Carrer Barcelona, 11                                             |                                            |                                                 | Modifica les dades a Wikidata |
|        | Cal Llorenç Pi                                                                     | el Papiol | casa         |                                                                            | 41° 26′ 23″ N, 2° 00′ 41″ E / 41.43965°N,2.01144°E ca:Carrer de la Salut, 22                                           |                                            |                                                 | Modifica les dades a Wikidata |
|        | Cal Magrans                                                                        | el Papiol | casa         |                                                                            | 41° 26′ 22″ N, 2° 00′ 43″ E / 41.43951°N,2.01186°E ca:Carrer de la Salut, 14                                           |                                            |                                                 | Modifica les dades a Wikidata |
|        | Cal Maimó del carrer de La Salut                                                   | el Papiol | casa         |                                                                            | 41° 26′ 22″ N, 2° 00′ 44″ E / 41.43943°N,2.01209°E ca:Carrer de La Salut, 8                                            |                                            |                                                 | Modifica les dades a Wikidata |
|        | Cal Malbei/Cal Federico de ca la Maseta                                            | el Papiol | casa         |                                                                            | 41° 26′ 17″ N, 2° 00′ 28″ E / 41.43813°N,2.00778°E ca:Carrer d'Anselm Clavé, 26/Cantonada Carrer Baix Castell, 10      |                                            |                                                 | Modifica les dades a Wikidata |
|        | Cal Mansió - Club Inferno - Club El Paraíso                                        | el Papiol | casa         | 19th century Estat: malmès                                                 | 41° 26′ 13″ N, 2° 00′ 06″ E / 41.43698°N,2.00156°E ca:Carretera de Caldes 38.5 msnm                                    |                                            |                                                 | Modifica les dades a Wikidata |
|        | Cal Marcelo / Cal Tut / Cal Faura                                                  | el Papiol | casa         | 19th century                                                               | 41° 26′ 22″ N, 2° 00′ 42″ E / 41.43956°N,2.01168°E ca:Carrer Salut, 18                                                 |                                            |                                                 | Modifica les dades a Wikidata |
|        | Cal MaredeDéu / Cal Pons / Cal Tit / Cal Tut / Cal Cervelló                        | el Papiol | casa         |                                                                            | 41° 26′ 22″ N, 2° 00′ 42″ E / 41.43953°N,2.01178°E ca:Carrer Salut, 16                                                 |                                            |                                                 | Modifica les dades a Wikidata |
|        | Cal Mariano                                                                        | el Papiol | casa         | 19th century                                                               | 41° 26′ 13″ N, 2° 00′ 36″ E / 41.43693°N,2.00994°E ca:Carrer Barcelona, 26                                             |                                            |                                                 | Modifica les dades a Wikidata |
|        | Cal Mas/Cal Peró de la Figuera/Cal Clarasó                                         | el Papiol | casa         |                                                                            | 41° 26′ 24″ N, 2° 00′ 40″ E / 41.44009°N,2.01124°E ca:Baixada de la Lluna, 5                                           |                                            |                                                 | Modifica les dades a Wikidata |
|        | Cal Mata Ases / Ca la Maria Rosa / Cal Claudi                                      | el Papiol | casa         |                                                                            | 41° 26′ 25″ N, 2° 00′ 41″ E / 41.44034°N,2.01136°E ca:Baixada de la Lluna, 13                                          |                                            |                                                 | Modifica les dades a Wikidata |
|        | Cal Met / Cal Climent / Cal Rossendo de cal Sord                                   | el Papiol | casa         | 20th century                                                               | 41° 26′ 25″ N, 2° 00′ 41″ E / 41.44023°N,2.0113°E ca:Carrer Baixada de la Lluna, 9                                     |                                            |                                                 | Modifica les dades a Wikidata |
|        | Cal Milet                                                                          | el Papiol | casa         | 1885 Estat: bon estat                                                      | 41° 26′ 22″ N, 2° 00′ 45″ E / 41.43935°N,2.01259°E ca:Plaça Gaudí, 4 134 msnm                                          |                                            | Cal Milet                                       | Modifica les dades a Wikidata |
|        | Cal Miquel Ravella/Cal Coscó/Cal Claret/Cal Comerma/Cal Forner Vell                | el Papiol | casa         | 1875                                                                       | 41° 26′ 21″ N, 2° 00′ 43″ E / 41.43914°N,2.01182°E ca:Carrer Major, 27                                                 |                                            |                                                 | Modifica les dades a Wikidata |
|        | Cal Miquel de l'Era                                                                | el Papiol | casa         | 20th century                                                               | 41° 26′ 21″ N, 2° 00′ 52″ E / 41.43926°N,2.01433°E ca:Plaça Joan Fuster, 5                                             |                                            |                                                 | Modifica les dades a Wikidata |
|        | Cal Musclaire                                                                      | el Papiol | casa         |                                                                            | 41° 26′ 23″ N, 2° 00′ 41″ E / 41.43974°N,2.01136°E ca:Carrer de la Salut, 26/Passatge de la Pau, 11                    |                                            |                                                 | Modifica les dades a Wikidata |
|        | Cal Nina/Cal Batallé/Cal Castellón                                                 | el Papiol | casa         |                                                                            | 41° 26′ 10″ N, 2° 00′ 19″ E / 41.43616°N,2.00534°E ca:Carrer Bonaventura Carles Aribau, 18-20                          |                                            |                                                 | Modifica les dades a Wikidata |
|        | Cal Pagès - Antic Hospital                                                         | el Papiol | casa         | 14th century Estat: malmès                                                 | 41° 26′ 21″ N, 2° 00′ 43″ E / 41.43914°N,2.01199°E ca:Carrer Major 29 133 msnm                                         |                                            | Cal Pagès (el Papiol)                           | Modifica les dades a Wikidata |
|        | Cal Pagés / Casa dels balcons/Cal Quim/Can Solias                                  | el Papiol | casa         |                                                                            | 41° 26′ 22″ N, 2° 00′ 42″ E / 41.43947°N,2.01169°E ca:Carrer de la Salut, 11                                           |                                            |                                                 | Modifica les dades a Wikidata |
|        | Cal Parrot                                                                         | el Papiol | casa         | 20th century Estat: bon estat                                              | 41° 26′ 12″ N, 2° 00′ 30″ E / 41.436599°N,2.008202°E ca:Avinguda de la Generalitat 74 106 msnm                         |                                            | Cal Parrot (el Papiol)                          | Modifica les dades a Wikidata |
|        | Cal Parés                                                                          | el Papiol | casa         | 1940                                                                       | 41° 26′ 12″ N, 2° 00′ 18″ E / 41.4368°N,2.0051°E ca:Carrer Almirall, 2                                                 |                                            |                                                 | Modifica les dades a Wikidata |
|        | Cal Patró                                                                          | el Papiol | casa         |                                                                            | 41° 26′ 15″ N, 2° 00′ 35″ E / 41.43746°N,2.0098°E ca:Carrer Barcelona, 8                                               |                                            |                                                 | Modifica les dades a Wikidata |
|        | Cal Pau Mas/Cal Carril/Cal Garrofa                                                 | el Papiol | casa         |                                                                            | 41° 26′ 17″ N, 2° 00′ 35″ E / 41.43797°N,2.00986°E ca:Carrer de l'Abat Escarré, 1-3-5                                  |                                            |                                                 | Modifica les dades a Wikidata |
|        | Cal Pau Reig                                                                       | el Papiol | casa         | 19th century                                                               | 41° 26′ 10″ N, 2° 00′ 21″ E / 41.43609°N,2.00578°E ca:Carrer de B. C. Aribau, 14                                       |                                            |                                                 | Modifica les dades a Wikidata |
|        | Cal Pau Xic/Cal Fisas/Cal Minguet                                                  | el Papiol | casa         | 1933                                                                       | 41° 26′ 09″ N, 2° 00′ 22″ E / 41.43597°N,2.00624°E ca:Carrer de B. C. Aribau, 4                                        |                                            |                                                 | Modifica les dades a Wikidata |
|        | Cal Pepet                                                                          | el Papiol | casa         | 20th century                                                               | 41° 26′ 25″ N, 2° 00′ 41″ E / 41.44023°N,2.01152°E ca:Passatge de la Pau, 15                                           |                                            |                                                 | Modifica les dades a Wikidata |
|        | Cal Pilé                                                                           | el Papiol | casa         | 19th century                                                               | 41° 26′ 16″ N, 2° 00′ 35″ E / 41.43778°N,2.00976°E ca:Carrer Barcelona, 2                                              |                                            |                                                 | Modifica les dades a Wikidata |
|        | Cal Poch                                                                           | el Papiol | casa         | Arquitecte: Salvador Valeri i Pupurull 1914 Estat: bon estat               | 41° 26′ 21″ N, 2° 00′ 54″ E / 41.43908°N,2.01502°E ca:Carme, 3 138 msnm                                                |                                            | Carrer del Carme, 33 (el Papiol)                | Modifica les dades a Wikidata |
|        | Cal Pongiluppi                                                                     | el Papiol | casa         | 1940                                                                       | 41° 26′ 12″ N, 2° 00′ 20″ E / 41.43655°N,2.00561°E ca:C./ Rambla de Catalunya, 7                                       |                                            |                                                 | Modifica les dades a Wikidata |
|        | Cal Porta Ferré / Cal Roget / Ca l'Adjutori del Puig                               | el Papiol | casa         | 20th century Estat: bon estat                                              | 41° 26′ 24″ N, 2° 00′ 39″ E / 41.44003°N,2.01091°E ca:Plaça dels Països Catalans,1 122 msnm                            |                                            |                                                 | Modifica les dades a Wikidata |
|        | Cal Presas/Cal Colomé                                                              | el Papiol | casa         | Estat: bon estat                                                           | 41° 26′ 21″ N, 2° 00′ 51″ E / 41.439305°N,2.014283°E ca:Plaça Joan Fuster, 3 135 msnm                                  |                                            | Cal Presas (el Papiol)                          | Modifica les dades a Wikidata |
|        | Cal Quim                                                                           | el Papiol | casa         |                                                                            | 41° 26′ 23″ N, 2° 00′ 42″ E / 41.4396°N,2.01158°E ca:Carrer de la Salut, 20                                            |                                            |                                                 | Modifica les dades a Wikidata |
|        | Cal Ramon Aloy/Cal Quila                                                           | el Papiol | casa         | 1940                                                                       | 41° 26′ 13″ N, 2° 00′ 18″ E / 41.43708°N,2.00505°E ca:Carrer Almirall, 4                                               |                                            |                                                 | Modifica les dades a Wikidata |
|        | Cal Rei                                                                            | el Papiol | casa         | 1614                                                                       | 41° 26′ 05″ N, 2° 01′ 17″ E / 41.43483°N,2.02128°E ca:Camí de Can Puig, 11                                             |                                            |                                                 | Modifica les dades a Wikidata |
|        | Cal Reiet/Cal Figueres                                                             | el Papiol | casa         |                                                                            | 41° 26′ 19″ N, 2° 00′ 37″ E / 41.4385°N,2.01037°E ca:Carrer de l' Abat Escarré, 26                                     |                                            |                                                 | Modifica les dades a Wikidata |
|        | Cal Ricart                                                                         | el Papiol | casa         | 1924                                                                       | 41° 26′ 19″ N, 2° 00′ 39″ E / 41.43864°N,2.01075°E ca:Carrer del Migdia, 1                                             |                                            |                                                 | Modifica les dades a Wikidata |
|        | Cal Rocabut                                                                        | el Papiol | casa         | Estil: arquitectura modernista 1924                                        | 41° 26′ 11″ N, 2° 00′ 22″ E / 41.436514°N,2.006114°E ca:Rambla Catalunya, 11                                           | bé integrant del patrimoni cultural català | Cal Rocabut (el Papiol)                         | Modifica les dades a Wikidata |
|        | Cal Roig                                                                           | el Papiol | casa         | 1910s                                                                      | 41° 26′ 15″ N, 2° 00′ 36″ E / 41.4374°N,2.00995°E ca:Carrer Barcelona, 7                                               |                                            |                                                 | Modifica les dades a Wikidata |
|        | Cal Sacrataire/Cal Pepus                                                           | el Papiol | casa         |                                                                            | 41° 26′ 19″ N, 2° 00′ 37″ E / 41.43852°N,2.01024°E ca:Carrer de l'Abat Escarré, 21                                     |                                            |                                                 | Modifica les dades a Wikidata |
|        | Cal Salas                                                                          | el Papiol | casa         |                                                                            | 41° 26′ 22″ N, 2° 00′ 44″ E / 41.43941°N,2.01216°E ca:Carrer de la Salut, 6                                            |                                            |                                                 | Modifica les dades a Wikidata |
|        | Cal Sastre Xico/Ca la Cinteta                                                      | el Papiol | casa         | 19th century                                                               | 41° 26′ 19″ N, 2° 00′ 37″ E / 41.43853°N,2.01039°E ca:Carrer de l'Abat Escarré, 28                                     |                                            |                                                 | Modifica les dades a Wikidata |
|        | Cal Sastre del Racó/Cal Federico de ca la Maseta                                   | el Papiol | casa         | 1793                                                                       | 41° 26′ 21″ N, 2° 00′ 39″ E / 41.43911°N,2.01072°E ca:Carrer Montserrat, 27                                            |                                            |                                                 | Modifica les dades a Wikidata |
|        | Cal Segimon                                                                        | el Papiol | casa         | 1818                                                                       | 41° 26′ 22″ N, 2° 00′ 49″ E / 41.43953°N,2.01355°E ca:Carrer de les Parres, 16                                         |                                            |                                                 | Modifica les dades a Wikidata |
|        | Cal Senyor Morera                                                                  | el Papiol | casa         | Estat: bon estat                                                           | 41° 26′ 11″ N, 2° 00′ 34″ E / 41.43647°N,2.00954°E ca:Carrer Joan Maragall, 3 98 msnm                                  |                                            | Cal Senyor Morera                               | Modifica les dades a Wikidata |
|        | Cal Senyoret                                                                       | el Papiol | casa         |                                                                            | 41° 26′ 05″ N, 2° 01′ 16″ E / 41.43474°N,2.02102°E ca:Cami de Can Puig, 7                                              |                                            |                                                 | Modifica les dades a Wikidata |
|        | Cal Tamuet                                                                         | el Papiol | casa         | 19th century                                                               | 41° 25′ 19″ N, 2° 00′ 41″ E / 41.42184°N,2.01151°E ca:Carrer de la Salut, 30                                           |                                            |                                                 | Modifica les dades a Wikidata |
|        | Cal Tita                                                                           | el Papiol | casa         | 17th century                                                               | 41° 26′ 21″ N, 2° 00′ 38″ E / 41.43916°N,2.01065°E ca:Carrer de Montserrat, 25                                         |                                            |                                                 | Modifica les dades a Wikidata |
|        | Cal Torras/Cal Bei                                                                 | el Papiol | casa         | 19th century                                                               | 41° 26′ 19″ N, 2° 00′ 29″ E / 41.43851°N,2.00796°E ca:Carrer Baix Castell                                              |                                            |                                                 | Modifica les dades a Wikidata |
|        | Cal Trabuc                                                                         | el Papiol | casa         |                                                                            | 41° 26′ 24″ N, 2° 00′ 40″ E / 41.43989°N,2.0112°E ca:Carrer de la Salut, 32                                            |                                            |                                                 | Modifica les dades a Wikidata |
|        | Cal Travería/Cal Camilo/Cal Serrador                                               | el Papiol | casa         |                                                                            | 41° 26′ 19″ N, 2° 00′ 38″ E / 41.43874°N,2.01058°E ca:Carrer de l'Abat Escarré, 34                                     |                                            |                                                 | Modifica les dades a Wikidata |
|        | Cal Traït                                                                          | el Papiol | casa         | 20th century                                                               | 41° 26′ 16″ N, 2° 00′ 28″ E / 41.43781°N,2.00778°E ca:Carrer d'Anselm Clavé, 19-21                                     |                                            |                                                 | Modifica les dades a Wikidata |
|        | Cal Valeta                                                                         | el Papiol | casa         |                                                                            | 41° 26′ 14″ N, 2° 00′ 36″ E / 41.43714°N,2.00998°E ca:Carrer Barcelona, 15                                             |                                            |                                                 | Modifica les dades a Wikidata |
|        | Cal Xancó                                                                          | el Papiol | casa         | 1921 Estat: bon estat                                                      | 41° 26′ 10″ N, 2° 00′ 16″ E / 41.43619°N,2.00439°E ca:Carrer de B. C. Aribau, 23 84 msnm                               |                                            | Cal Xancó                                       | Modifica les dades a Wikidata |
|        | Cal Xullo                                                                          | el Papiol | casa         | 1778                                                                       | 41° 26′ 08″ N, 2° 00′ 23″ E / 41.43559°N,2.00631°E ca:Carrer Joan Santacana, 9                                         |                                            |                                                 | Modifica les dades a Wikidata |
|        | Can Bou                                                                            | el Papiol | casa         | Arquitecte: Salvador Valeri i Pupurull Estil: arquitectura modernista 1914 | 41° 26′ 17″ N, 2° 00′ 38″ E / 41.4381°N,2.01045°E ca:carrer de la Llibertat / carrer Abat Escarré                      | bé cultural d'interès local                | Can Bou                                         | Modifica les dades a Wikidata |
|        | Can Bou / La Casa de Pedra/Torre Bou                                               | el Papiol | casa         | Arquitecte: Salvador Valeri i Pupurull 1914                                | 41° 26′ 19″ N, 2° 00′ 39″ E / 41.43851°N,2.01072°E ca:Carrer de l'Abat Escarré, 18-20                                  |                                            |                                                 | Modifica les dades a Wikidata |
|        | Can Guasch                                                                         | el Papiol | casa         | Estil: arquitectura popular Estat: enderrocat o destruït                   | 41° 26′ 14″ N, 2° 00′ 35″ E / 41.437111°N,2.009616°E                                                                   | bé integrant del patrimoni cultural català |                                                 | Modifica les dades a Wikidata |
|        | Can Milans/La Tendeta                                                              | el Papiol | casa         | 20th century                                                               | 41° 26′ 11″ N, 2° 00′ 28″ E / 41.436491°N,2.007641°E ca:Avinguda de la Generalitat de Catalunya, 51                    |                                            |                                                 | Modifica les dades a Wikidata |
|        | Casa Anna Mayné Esquivias                                                          | el Papiol | casa         | 20th century Estat: bon estat                                              | 41° 26′ 18″ N, 2° 00′ 55″ E / 41.43841°N,2.01528°E ca:Carrer Jaume I, 2 123 msnm                                       |                                            |                                                 | Modifica les dades a Wikidata |
|        | Casa Bach                                                                          | el Papiol | casa         | 20th century                                                               | 41° 26′ 09″ N, 2° 00′ 34″ E / 41.43577°N,2.00933°E ca:Angel Guimerà, 16                                                |                                            |                                                 | Modifica les dades a Wikidata |
|        | Casa Brunet/Cal Carrabina/Torre del Pi/Cal Senyor Domènec/Vil·la Maria             | el Papiol | casa         | 19th century Estat: bon estat                                              | 41° 26′ 21″ N, 2° 00′ 50″ E / 41.43926°N,2.01394°E ca:Carrer del Carme, 23 135 msnm                                    |                                            | Casa Brunet (el Papiol)                         | Modifica les dades a Wikidata |
|        | Casa López                                                                         | el Papiol | casa         | Estil: arquitectura popular Estat: enderrocat o destruït                   | 41° 26′ 21″ N, 2° 00′ 52″ E / 41.439156°N,2.014574°E                                                                   | bé integrant del patrimoni cultural català |                                                 | Modifica les dades a Wikidata |
|        | Casa Rectoral                                                                      | el Papiol | casa         | Estil: arquitectura gòtica 14th century                                    | 41° 26′ 20″ N, 2° 00′ 37″ E / 41.439°N,2.01035°E ca:Mossèn Rull, 8                                                     | bé cultural d'interès local                | Casa rectoral del Papiol                        | Modifica les dades a Wikidata |
|        | Casa a la baixada de can Minguet                                                   | el Papiol | casa         | 1954 Estat: malmès                                                         | 41° 26′ 27″ N, 2° 00′ 35″ E / 41.44082°N,2.00985°E ca:Plaça dels Països Catalans, 5 99 msnm                            |                                            |                                                 | Modifica les dades a Wikidata |
|        | Casa de Joan Bou/Cal Ramon Miarnau/Can Franquesa                                   | el Papiol | casa         | 20th century Estat: bon estat                                              | 41° 26′ 14″ N, 2° 00′ 30″ E / 41.43735°N,2.00829°E ca:Carrer d'Anselm Clavé, 12 105 msnm                               |                                            |                                                 | Modifica les dades a Wikidata |
|        | Habitatge                                                                          | el Papiol | casa         | 20th century                                                               | 41° 26′ 11″ N, 2° 00′ 30″ E / 41.43633°N,2.00822°E ca:Avinguda de la Generalitat, 47                                   |                                            |                                                 | Modifica les dades a Wikidata |
|        | Torre Massana                                                                      | el Papiol | casa         | 1947 Estat: bon estat                                                      | 41° 26′ 15″ N, 2° 00′ 14″ E / 41.43742°N,2.00387°E ca:Carrer de l'Ignasi Iglesias, 18 87 msnm                          |                                            | Torre Massana                                   | Modifica les dades a Wikidata |
|        | Torre Montserrat/Villa Rosita/Xalet Els Pins                                       | el Papiol | casa edifici | 20th century                                                               | 41° 26′ 12″ N, 2° 00′ 14″ E / 41.43663°N,2.00401°E ca:Carrer de Cal Pongrau, 8                                         |                                            |                                                 | Modifica les dades a Wikidata |
|        | Vil·la Maria Cristina                                                              | el Papiol | casa         | 1920s Estat: bon estat                                                     | 41° 26′ 31″ N, 2° 00′ 34″ E / 41.44202°N,2.00936°E ca:Carrer Baixada de Can Minguet, 32 87 msnm                        |                                            | Vil·la Maria Cristina (el Papiol)               | Modifica les dades a Wikidata |
|        | cal Blanc                                                                          | el Papiol | casa         | Estil: noucentisme 20th century                                            | 41° 26′ 12″ N, 2° 00′ 30″ E / 41.436587°N,2.008409°E ca:Av. Generalitat, 72 95 msnm                                    | bé integrant del patrimoni cultural català | Cal Blanc (el Papiol)                           | Modifica les dades a Wikidata |
|        | cal Bofarull                                                                       | el Papiol | casa         | Estil: arquitectura popular 20th century                                   | 41° 26′ 11″ N, 2° 00′ 17″ E / 41.436467°N,2.004611°E ca:Pl. Catalunya, 1 92 msnm                                       | bé integrant del patrimoni cultural català | Cal Bofarull (el Papiol)                        | Modifica les dades a Wikidata |
|        | cal Girona                                                                         | el Papiol | casa         | Estil: arquitectura eclèctica 1888                                         | 41° 26′ 21″ N, 2° 00′ 49″ E / 41.439294°N,2.013613°E ca:C. del Carme, 19 126 msnm                                      | bé integrant del patrimoni cultural català | Cal Girona (el Papiol)                          | Modifica les dades a Wikidata |
|        | casa de V. Gavarra i habitatges números 5 i 7 del Carrer Bonaventura Carles Aribau | el Papiol | casa         | 20th century                                                               | 41° 26′ 09″ N, 2° 00′ 23″ E / 41.43571°N,2.00635°E ca:Carrer Bonaventura Carles Aribau, 5-9                            |                                            |                                                 | Modifica les dades a Wikidata |
|        | casa dels balcons/Cal Quim/Can Solias                                              | el Papiol | casa         |                                                                            | 41° 25′ 17″ N, 2° 00′ 43″ E / 41.4215°N,2.0119°E ca:Carrer de la Salut, 13-15                                          |                                            |                                                 | Modifica les dades a Wikidata |
|        | habitatge a l'Avinguda Generalitat, 43                                             | el Papiol | casa         | 20th century                                                               | 41° 26′ 11″ N, 2° 00′ 30″ E / 41.43634°N,2.00833°E ca:Avinguda de la Generalitat,43                                    |                                            |                                                 | Modifica les dades a Wikidata |
|        | habitatge a l'Avinguda Generalitat, 45                                             | el Papiol | casa         | 20th century                                                               | 41° 26′ 11″ N, 2° 00′ 30″ E / 41.43643°N,2.00827°E ca:Avinguda de la Generalitat, 45                                   |                                            |                                                 | Modifica les dades a Wikidata |
|        | habitatge a l'avinguda Generalitat, 15                                             | el Papiol | casa         | Estil: noucentisme 20th century                                            | 41° 26′ 16″ N, 2° 00′ 39″ E / 41.437823°N,2.010843°E ca:Av. Generalitat, 15 108 msnm                                   | bé integrant del patrimoni cultural català | Habitatge a l'avinguda Generalitat, 15          | Modifica les dades a Wikidata |
|        | habitatge a l'avinguda de la Generalitat                                           | el Papiol | casa         | Estil: arquitectura eclèctica 19th century                                 | 41° 26′ 18″ N, 2° 00′ 40″ E / 41.43823°N,2.011138°E ca:Av. Generalitat, 7                                              | bé integrant del patrimoni cultural català | Habitatge a l'avinguda de la Generalitat,7      | Modifica les dades a Wikidata |
|        | habitatge a la plaça Joan Fuster, 2                                                | el Papiol | casa         | Estil: noucentisme 20th century                                            | 41° 26′ 21″ N, 2° 00′ 51″ E / 41.439285°N,2.014105°E ca:Plaça Joan Fuster, 2                                           | bé integrant del patrimoni cultural català | Plaça de Joan Fuster, 2 (el Papiol)             | Modifica les dades a Wikidata |
|        | habitatge a la plaça Rafael de Casanova, 1                                         | el Papiol | casa         | Estil: noucentisme 20th century                                            | 41° 26′ 13″ N, 2° 00′ 37″ E / 41.436825°N,2.010234°E ca:Pl. Rafael de Casanova, 1 105 msnm                             | bé integrant del patrimoni cultural català | Plaça Rafael de Casanova, 1 (el Papiol)         | Modifica les dades a Wikidata |
|        | habitatge al Camí de Can Puig, s/n                                                 | el Papiol | casa         |                                                                            | 41° 26′ 05″ N, 2° 01′ 17″ E / 41.43485°N,2.0213°E ca:Can Puig, Camí de Can Puig, s/n                                   |                                            |                                                 | Modifica les dades a Wikidata |
|        | habitatge al carrer Abat Escarré, 6                                                | el Papiol | casa         | Estil: arquitectura eclèctica 19th century                                 | 41° 26′ 16″ N, 2° 00′ 36″ E / 41.437879°N,2.010007°E ca:C. Abat Escarré, 6 116 msnm                                    | bé integrant del patrimoni cultural català | Habitatge al carrer Abat Escarré, 6             | Modifica les dades a Wikidata |
|        | habitatge al carrer Aribau, 3                                                      | el Papiol | casa         | Estil: noucentisme 20th century                                            | 41° 26′ 09″ N, 2° 00′ 26″ E / 41.435756°N,2.007251°E ca:C. Aribau, 3 77 msnm                                           | bé integrant del patrimoni cultural català | Habitatge al carrer Aribau, 3                   | Modifica les dades a Wikidata |
|        | habitatge al carrer Barcelona, 4                                                   | el Papiol | casa         | Estil: noucentisme 1911                                                    | 41° 26′ 16″ N, 2° 00′ 35″ E / 41.43764°N,2.009784°E ca:C. Barcelona, 4 119 msnm                                        | bé integrant del patrimoni cultural català | Habitatge al carrer Barcelona, 4                | Modifica les dades a Wikidata |
|        | habitatge al carrer Barcelona, 7                                                   | el Papiol | casa         | Estil: arquitectura modernista                                             | 41° 26′ 15″ N, 2° 00′ 36″ E / 41.437488°N,2.009896°E ca:Carrer Barcelona, 7                                            | bé integrant del patrimoni cultural català | Habitatge al carrer Barcelona, 7                | Modifica les dades a Wikidata |
|        | habitatge al carrer Fleming, 2                                                     | el Papiol | casa         | Estil: arquitectura popular 20th century                                   | 41° 26′ 16″ N, 2° 00′ 35″ E / 41.437886°N,2.009656°E ca:C. Fleming, 2 122 msnm                                         | bé integrant del patrimoni cultural català | Habitatge al carrer Fleming, 2                  | Modifica les dades a Wikidata |
|        | habitatge al carrer Ignasi Iglesias, 12                                            | el Papiol | casa         | Estil: arquitectura modernista 1920s                                       | 41° 26′ 15″ N, 2° 00′ 18″ E / 41.437416°N,2.00498°E ca:Carrer Ignasi Iglesias, 12                                      | bé integrant del patrimoni cultural català | Habitatge al carrer Ignasi Iglesias, 12         | Modifica les dades a Wikidata |
|        | habitatge al carrer Llibertat, 4                                                   | el Papiol | casa         | Estil: arquitectura modernista 19th century                                | 41° 26′ 15″ N, 2° 00′ 36″ E / 41.437624°N,2.010058°E ca:Carrer Llibertat, 4 122 msnm                                   | bé integrant del patrimoni cultural català | Habitatge al carrer Llibertat, 4                | Modifica les dades a Wikidata |
|        | habitatge al carrer Montserrat, 18                                                 | el Papiol | casa         | Estil: arquitectura eclèctica arquitectura popular 20th century            | 41° 26′ 22″ N, 2° 00′ 38″ E / 41.439375°N,2.010642°E ca:C. Montserrat, 18 133 msnm                                     | bé integrant del patrimoni cultural català | Habitatge al carrer Montserrat, 18 (el Papiol)  | Modifica les dades a Wikidata |
|        | habitatge al carrer Pi i Margall, 6                                                | el Papiol | casa         | Estil: arquitectura modernista 20th century                                | 41° 26′ 08″ N, 2° 00′ 25″ E / 41.435509°N,2.00685°E ca:Carrer Pi i Margall, 6                                          | bé integrant del patrimoni cultural català | Habitatge al carrer Pi i Margall, 6 (el Papiol) | Modifica les dades a Wikidata |
|        | habitatge al carrer d'Anselm Clavé, 17                                             | el Papiol | casa         | 20th century                                                               | 41° 26′ 16″ N, 2° 00′ 28″ E / 41.43768°N,2.00783°E ca:Carrer d'Anselm Clavé, 17                                        |                                            |                                                 | Modifica les dades a Wikidata |
|        | habitatge carrer del Carme, 7                                                      | el Papiol | casa         | Estil: arquitectura eclèctica 19th century                                 | 41° 26′ 22″ N, 2° 00′ 48″ E / 41.439343°N,2.013226°E ca:C. del Carme, 7 122 msnm                                       | bé integrant del patrimoni cultural català | Habitatge carrer del Carme, 7                   | Modifica les dades a Wikidata |
|        | habitatge de l'Avinguda de la Generalitat de Catalunya, 35                         | el Papiol | casa         | 20th century                                                               | 41° 26′ 11″ N, 2° 00′ 33″ E / 41.43641°N,2.00912°E ca:Avinguda de la Generalitat de Catalunya, 35                      |                                            |                                                 | Modifica les dades a Wikidata |
|        | habitatge de la Plaça Gaudí, 5                                                     | el Papiol | casa         | 1890 19th century Estat: bon estat                                         | 41° 26′ 22″ N, 2° 00′ 46″ E / 41.43936°N,2.01265°E ca:Plaça Gaudí, 5 132 msnm                                          |                                            | Plaça de Gaudí, 5 (el Papiol)                   | Modifica les dades a Wikidata |
|        | habitatge de la Plaça Gaudí, 6                                                     | el Papiol | casa         | 20th century Estat: bon estat                                              | 41° 26′ 22″ N, 2° 00′ 46″ E / 41.43934°N,2.01275°E ca:Plaça Gaudí, 6 de la Plaça Gaudí, 6 131 msnm                     |                                            | Plaça de Gaudí, 6 (el Papiol)                   | Modifica les dades a Wikidata |
|        | habitatge del Carrer Baix Castell, 5                                               | el Papiol | casa         | 1950s                                                                      | 41° 26′ 17″ N, 2° 00′ 29″ E / 41.43814°N,2.00808°E ca:Carrer Baix Castell, 5                                           |                                            |                                                 | Modifica les dades a Wikidata |
|        | habitatge del Carrer Baixada de la Lluna, 17                                       | el Papiol | casa         |                                                                            | 41° 26′ 26″ N, 2° 00′ 41″ E / 41.44048°N,2.01149°E ca:Carrer Baixada de la Lluna, 17                                   |                                            |                                                 | Modifica les dades a Wikidata |
|        | habitatge del Carrer Baixada de la Lluna, 18                                       | el Papiol | casa         | 20th century                                                               | 41° 26′ 26″ N, 2° 00′ 42″ E / 41.44043°N,2.0116°E ca:Carrer Baixada de la Lluna, 18                                    |                                            |                                                 | Modifica les dades a Wikidata |
|        | habitatge del Carrer Baixada de la Lluna, 19                                       | el Papiol | casa         |                                                                            | 41° 26′ 26″ N, 2° 00′ 41″ E / 41.44053°N,2.01149°E ca:Carrer Baixada de la Lluna, 19                                   |                                            |                                                 | Modifica les dades a Wikidata |
|        | habitatge del Carrer Papiol de Baix, 11                                            | el Papiol | casa         | 20th century                                                               | 41° 25′ 41″ N, 2° 00′ 18″ E / 41.42813°N,2.005°E ca:Carrer Papiol de Baix, 11                                          |                                            |                                                 | Modifica les dades a Wikidata |
|        | habitatge del Carrer Papiol de Baix, 6                                             | el Papiol | casa         | 20th century                                                               | 41° 25′ 41″ N, 2° 00′ 17″ E / 41.42815°N,2.00484°E ca:Carrer Papiol de Baix, 6                                         |                                            |                                                 | Modifica les dades a Wikidata |
|        | habitatge del Carrer Papiol de Baix, 9                                             | el Papiol | casa         |                                                                            | 41° 25′ 41″ N, 2° 00′ 18″ E / 41.42819°N,2.00498°E ca:Carrer Papiol de Baix, 9                                         |                                            |                                                 | Modifica les dades a Wikidata |
|        | habitatge del Carrer d'Àngel Guimerà, 4                                            | el Papiol | casa         | 20th century                                                               | 41° 26′ 09″ N, 2° 00′ 26″ E / 41.43575°N,2.00725°E ca:Carrer d'Àngel Guimerà, 4                                        |                                            |                                                 | Modifica les dades a Wikidata |
|        | habitatge del Carrer d'Àngel Guimerà, 6                                            | el Papiol | casa         | 20th century                                                               | 41° 26′ 09″ N, 2° 00′ 27″ E / 41.43578°N,2.00743°E ca:Carrer d'Àngel Guimerà, 6                                        |                                            |                                                 | Modifica les dades a Wikidata |
|        | habitatge del Carrer de Bonaventura Carles Aribau, 8                               | el Papiol | casa         | 19th century                                                               | 41° 26′ 10″ N, 2° 00′ 22″ E / 41.43601°N,2.00609°E ca:Carrer de Bonaventura Carles Aribau, 8                           |                                            |                                                 | Modifica les dades a Wikidata |
|        | habitatge del Carrer de l'Abat Escarré, 30                                         | el Papiol | casa         | 20th century                                                               | 41° 26′ 19″ N, 2° 00′ 38″ E / 41.43873°N,2.01053°E ca:Carrer de l'Abat Escarré, 30                                     |                                            |                                                 | Modifica les dades a Wikidata |
|        | habitatge del Carrer de l'Abat Escarré, 4                                          | el Papiol | casa         | 1880                                                                       | 41° 26′ 16″ N, 2° 00′ 36″ E / 41.43785°N,2.00997°E ca:Carrer de l'Abat Escarré, 4                                      |                                            |                                                 | Modifica les dades a Wikidata |
|        | habitatge del Carrer de la Salut, 3-5                                              | el Papiol | casa         |                                                                            | 41° 26′ 22″ N, 2° 00′ 43″ E / 41.43937°N,2.01204°E ca:Carrer de la Salut, 3-5                                          |                                            |                                                 | Modifica les dades a Wikidata |
|        | habitatge del Passatge Progrès, 2                                                  | el Papiol | casa         | 20th century                                                               | 41° 26′ 10″ N, 2° 00′ 33″ E / 41.43611°N,2.00928°E ca:Passatge Progrès, 2                                              |                                            |                                                 | Modifica les dades a Wikidata |
|        | habitatge del carrer de la Salut, 24 cantonada passatge de la Pau                  | el Papiol | casa         |                                                                            | 41° 26′ 23″ N, 2° 00′ 41″ E / 41.43969°N,2.0114°E ca:Carrer de La Salut, 24/cantonada Passatge de La Pau               |                                            |                                                 | Modifica les dades a Wikidata |

## cementiri
| imatge | Nom                          | Ubicat a  | instància de | Detalls               | coordenades                                                                         | Protecció | Commons (més fotos)             | Dades a WD                    |
| ------ | ---------------------------- | --------- | ------------ | --------------------- | ----------------------------------------------------------------------------------- | --------- | ------------------------------- | ----------------------------- |
|        | Cementiri Municipal          | el Papiol | cementiri    | 1836 Estat: bon estat | 41° 26′ 20″ N, 2° 00′ 55″ E / 41.43897°N,2.01538°E ca:Carrer del Carme, 35 131 msnm |           | Cementiri Municipal (el Papiol) | Modifica les dades a Wikidata |
|        | cementiri de Roques Blanques | el Papiol | cementiri    | 1984                  | 41° 27′ 22″ N, 2° 00′ 27″ E / 41.456139°N,2.007536°E ca:Crta, C-1413a, km 4.5       |           |                                 | Modifica les dades a Wikidata |

## conjunt d'edificis
| imatge | Nom                                                            | Ubicat a  | instància de              | Detalls                       | coordenades | Protecció | Commons (més fotos) | Dades a WD                    |
| ------ | -------------------------------------------------------------- | --------- | ------------------------- | ----------------------------- | --- | --------- | ------------------- | ----------------------------- |
|        | Baixada de la Lluna                                            | el Papiol | conjunt d'edificis        |                               | 41° 26′ 25″ N, 2° 00′ 41″ E / 41.44021°N,2.01137°E ca:Carrer Baixada de la Lluna                                                                            |           |                     | Modifica les dades a Wikidata |
|        | Ceràmiques Joan Canals/Bòbila Canals/ca l'Albareda/La Rajoleta | el Papiol | conjunt d'edificis bòbila | 1920s Estat: malmès           | 41° 26′ 21″ N, 2° 00′ 58″ E / 41.43903°N,2.01623°E ca:Paratge Bòbila Canals 141 msnm                                                                        |           | Bòbila Canals       | Modifica les dades a Wikidata |
|        | Ceràmiques Papiol                                              | el Papiol | conjunt d'edificis        | 20th century                  | 41° 26′ 02″ N, 2° 00′ 44″ E / 41.43394°N,2.01226°E ca:Carrer de la Plana, 24, Polígon Industrial sud                                                        |           |                     | Modifica les dades a Wikidata |
|        | El Peu de la Costa                                             | el Papiol | conjunt d'edificis        |                               | 41° 26′ 16″ N, 2° 00′ 35″ E / 41.43783°N,2.00966°E ca:Carrer del Peu de la Costa                                                                            |           |                     | Modifica les dades a Wikidata |
|        | Habitatges al carrer Abat Escarré, números 27, 29, 31, 33,     | el Papiol | conjunt d'edificis        |                               | 41° 26′ 19″ N, 2° 00′ 37″ E / 41.43863°N,2.01034°E ca:Carrer Abat Escarré, 27, 29, 31, 33                                                                   |           |                     | Modifica les dades a Wikidata |
|        | Papiol de Baix                                                 | el Papiol | conjunt d'edificis        |                               | 41° 25′ 41″ N, 2° 00′ 18″ E / 41.42807°N,2.00488°E ca:Sud del terme                                                                                         |           |                     | Modifica les dades a Wikidata |
|        | Turó de Pongrau                                                | el Papiol | conjunt d'edificis        | 20th century Estat: bon estat | 41° 26′ 13″ N, 2° 00′ 15″ E / 41.43701°N,2.00421°E ca:Avgda. Generalitat de Catalunya/Carrer Joan Santacana/carrer Pi i Margall/carrer Parre Remigi 87 msnm |           |                     | Modifica les dades a Wikidata |
|        | escoles velles i cases dels mestres                            | el Papiol | conjunt d'edificis        | 1969                          | 41° 26′ 10″ N, 2° 00′ 25″ E / 41.4362°N,2.00699°E ca:Carrer Doctor Trueta, 5, cantonada carrer Pare Remigi del Papiol                                       |           |                     | Modifica les dades a Wikidata |
|        | habitatges al carrer Jacint Verdaguer                          | el Papiol | conjunt d'edificis        | 20th century                  | 41° 26′ 08″ N, 2° 00′ 28″ E / 41.43563°N,2.0077°E ca:Carrer de Jacint Verdaguer, 8-10-12-14                                                                 |           |                     | Modifica les dades a Wikidata |

## curs d'aigua
| imatge | Nom                               | Ubicat a                                         | instància de | Detalls                            | coordenades | Protecció | Commons (més fotos) | Dades a WD                    |
| ------ | --------------------------------- | ------------------------------------------------ | ------------ | ---------------------------------- | --- | --------- | ------------------- | ----------------------------- |
|        | riera de Rubí                     | Vallès Occidental Àmbit Metropolità de Barcelona | curs d'aigua | Desemboca: Llobregat Llarg: 13.5km | 41° 27′ 46″ N, 2° 00′ 35″ E / 41.462906°N,2.009756°E ca:Riera de Rubí / Riera de les Arenes                               |           | Riera de Rubí       | Modifica les dades a Wikidata |
|        | torrent de Batzacs                | el Papiol                                        | curs d'aigua | Desemboca: Llobregat               | 41° 26′ 19″ N, 2° 00′ 10″ E / 41.43853°N,2.00271°E ca:A l'oest del terme municipal                                        |           |                     | Modifica les dades a Wikidata |
|        | torrent de Ca l'Amigonet          | el Papiol                                        | curs d'aigua | Desemboca: riera de Vallvidrera    | 41° 26′ 10″ N, 2° 01′ 23″ E / 41.43605°N,2.02311°E ca:Camí de ca n'Amigonet, s/n                                          |           |                     | Modifica les dades a Wikidata |
|        | torrent de la Font                | el Papiol                                        | curs d'aigua | Desemboca: riera de Rubí           | 41° 27′ 21″ N, 2° 00′ 18″ E / 41.45586°N,2.00509°E ca:Darrera la masia de Can Tintorer                                    |           |                     | Modifica les dades a Wikidata |
|        | torrent de la Font de Ca l'Esteve | el Papiol                                        | curs d'aigua | Desemboca: torrent de Batzacs      | 41° 26′ 37″ N, 2° 00′ 56″ E / 41.4437°N,2.01544°E ca:Ca n'Esteve de la Font/Cases del Puig Madrona                        |           |                     | Modifica les dades a Wikidata |
|        | torrent de la Salut               | el Papiol                                        | curs d'aigua | Desemboca: torrent de Batzacs      | 41° 26′ 49″ N, 2° 01′ 24″ E / 41.44708°N,2.02343°E ca:Muntanya del Puig Madrona                                           |           |                     | Modifica les dades a Wikidata |
|        | torrent de les Argiles            | el Papiol                                        | curs d'aigua | Desemboca: Llobregat               | 41° 26′ 01″ N, 2° 00′ 25″ E / 41.43348°N,2.00705°E ca:Polígon industrial Sud i al costat de les cases del Peu de la Costa |           |                     | Modifica les dades a Wikidata |
|        | torrent del Gavatx                | el Papiol                                        | curs d'aigua | Desemboca: Llobregat               | 41° 26′ 03″ N, 2° 00′ 50″ E / 41.4342°N,2.01377°E ca:Al costat del polígon industrial sud                                 |           |                     | Modifica les dades a Wikidata |

## edifici
| imatge | Nom                                                         | Ubicat a  | instància de | Detalls                                        | coordenades | Protecció                                  | Commons (més fotos)          | Dades a WD                    |
| ------ | ----------------------------------------------------------- | --------- | ------------ | ---------------------------------------------- | --- | ------------------------------------------ | ---------------------------- | ----------------------------- |
|        | Arcada del Convent de les Germanes de la Doctrina Cristiana | el Papiol | edifici      | Estil: arquitectura popular                    | | bé integrant del patrimoni cultural català |                              | Modifica les dades a Wikidata |
|        | Bicicletes i recanvis Amat/Cal Carol/Cal Pau de les Unces   | el Papiol | edifici      |                                                | 41° 25′ 39″ N, 2° 00′ 18″ E / 41.42759°N,2.00495°E ca:C./ Papiol de Baix, 15/Carretera de Caldes, 12             |                                            |                              | Modifica les dades a Wikidata |
|        | Escola de Música Miquel Pongiluppi                          | el Papiol | edifici      | 2007 Estat: bon estat                          | 41° 26′ 18″ N, 2° 00′ 58″ E / 41.43847°N,2.01604°E ca:Carrer de Jaume I, 5 128 msnm                              |                                            |                              | Modifica les dades a Wikidata |
|        | Fonda Casanovas                                             | el Papiol | edifici      | 19th century                                   | 41° 26′ 21″ N, 2° 00′ 38″ E / 41.43918°N,2.01055°E ca:Carrer Montserrat, 24                                      |                                            |                              | Modifica les dades a Wikidata |
|        | Hotel Palacios/ Hotel La Salut/Cal Nina/L'Hotel             | el Papiol | edifici      | Estil: noucentisme 1915 Estat: bon estat       | 41° 26′ 21″ N, 2° 00′ 44″ E / 41.43927°N,2.01222°E ca:Plaça Gaudí, 2 136 msnm                                    |                                            | Plaça Gaudí, 2 (el Papiol)   | Modifica les dades a Wikidata |
|        | Torre SGAB                                                  | el Papiol | edifici      | 20th century Anomenat per: Aigües de Barcelona | 41° 26′ 08″ N, 1° 59′ 47″ E / 41.43546357074246°N,1.9963896274566653°E ca:Llera del riu Llobregat                |                                            |                              | Modifica les dades a Wikidata |
|        | Villa Rosa                                                  | el Papiol | edifici      |                                                | plaça de Rafael Casanova — 7                                                                                     | bé integrant del patrimoni cultural català |                              | Modifica les dades a Wikidata |
|        | antic Ajuntament                                            | el Papiol | edifici      | Estil: arquitectura eclèctica 19th century     | 41° 26′ 21″ N, 2° 00′ 40″ E / 41.439043°N,2.01118°E ca:Carrer Major, 11 133 msnm                                 | bé integrant del patrimoni cultural català | Antic Ajuntament (el Papiol) | Modifica les dades a Wikidata |
|        | edifici de comportes                                        | el Papiol | edifici      | 20th century                                   | 41° 26′ 07″ N, 1° 59′ 50″ E / 41.4353°N,1.99714°E ca:Horts del pla del Llobregat                                 |                                            |                              | Modifica les dades a Wikidata |
|        | habitatge a la plaça Rafael de Casanova, 3                  | el Papiol | edifici      | Estil: arquitectura eclèctica                  | | bé integrant del patrimoni cultural català |                              | Modifica les dades a Wikidata |
|        | l'Hostal/Cal Patxuca                                        | el Papiol | edifici      |                                                | 41° 25′ 41″ N, 2° 00′ 18″ E / 41.42803°N,2.00489°E ca:Papiol de Baix,17                                          |                                            |                              | Modifica les dades a Wikidata |
|        | la Roca                                                     | el Papiol | edifici      | 20th century                                   | 41° 26′ 09″ N, 2° 00′ 34″ E / 41.43582°N,2.00957°E ca:Ángel Guimerà, 18                                          |                                            |                              | Modifica les dades a Wikidata |
|        | la Sala Gran                                                | el Papiol | edifici      | Estil: arquitectura popular 1665               | 41° 25′ 43″ N, 2° 00′ 17″ E / 41.4285°N,2.00485°E ca:Papiol de Baix                                              | bé cultural d'interès local                | La Sala Gran                 | Modifica les dades a Wikidata |
|        | molí de Can Capdevila                                       | el Papiol | edifici      |                                                | 41° 25′ 27″ N, 2° 00′ 21″ E / 41.42425811184679°N,2.005809545516968°E ca:Accés des de la crtra. de Molins de Rei |                                            | Molí de Can Capdevila        | Modifica les dades a Wikidata |

## edifici residencial
| imatge | Nom          | Ubicat a  | instància de        | Detalls                                    | coordenades                                                                                            | Protecció | Commons (més fotos) | Dades a WD                    |
| ------ | ------------ | --------- | ------------------- | ------------------------------------------ | --- | --------- | ------------------- | ----------------------------- |
|        | Cal Canals   | el Papiol | edifici residencial | Estil: arquitectura eclèctica 20th century | 41° 26′ 13″ N, 2° 00′ 36″ E / 41.436885833740234°N,2.0101020336151123°E ca:Plaça de Rafael Casanova, 2 |           |                     | Modifica les dades a Wikidata |
|        | Cal Peró     | el Papiol | edifici residencial | 1712                                       | 41° 26′ 18″ N, 2° 00′ 38″ E / 41.43825912475586°N,2.010514259338379°E ca:Llibertat, 19                 |           |                     | Modifica les dades a Wikidata |
|        | Casa Camacho | el Papiol | edifici residencial | Estil: modernisme català 1926              | 41° 26′ 09″ N, 2° 00′ 23″ E / 41.43582534790039°N,2.006458044052124°E ca:Aribau, 3                     |           |                     | Modifica les dades a Wikidata |

## element arquitectònic
| imatge | Nom                          | Ubicat a  | instància de          | Detalls      | coordenades | Protecció | Commons (més fotos) | Dades a WD                    |
| ------ | ---------------------------- | --------- | --------------------- | ------------ | --- | --------- | ------------------- | ----------------------------- |
|        | Aixopluc                     | el Papiol | element arquitectònic |              | 41° 27′ 09″ N, 2° 01′ 01″ E / 41.45238°N,2.01693°E ca:Cementiri Comarcal Roques Blanques, Crta. C-1413a, km 4.5                |           |                     | Modifica les dades a Wikidata |
|        | Aixopluc                     | el Papiol | element arquitectònic | 19th century | 41° 27′ 04″ N, 2° 00′ 57″ E / 41.45102°N,2.01586°E ca:Torrent de Batzacs                                                       |           |                     | Modifica les dades a Wikidata |
|        | Cup                          | el Papiol | element arquitectònic | 20th century | 41° 26′ 19″ N, 2° 00′ 38″ E / 41.43866°N,2.01052°E ca:Plaça Serafí Pitarra, s/n                                                |           |                     | Modifica les dades a Wikidata |
|        | Cup de Cal Cai               | el Papiol | element arquitectònic | 19th century | 41° 26′ 19″ N, 2° 00′ 38″ E / 41.43866°N,2.01047°E ca:Plaça d'en Serafí Pitarra                                                |           |                     | Modifica les dades a Wikidata |
|        | Dipòsit                      | el Papiol | element arquitectònic | 20th century | 41° 27′ 08″ N, 2° 00′ 59″ E / 41.45211°N,2.01628°E ca:Costat esquerre del Torrent de Batzacs                                   |           |                     | Modifica les dades a Wikidata |
|        | Murs del jardí de cal Brunet | el Papiol | element arquitectònic | 1910s        | 41° 26′ 21″ N, 2° 00′ 50″ E / 41.4391°N,2.0139°E ca:Carrer Carme, 8                                                            |           |                     | Modifica les dades a Wikidata |
|        | Tanca de pedra               | el Papiol | element arquitectònic |              | 41° 26′ 10″ N, 2° 00′ 18″ E / 41.43607°N,2.00511°E ca:Carrer de l'actor teatral Joan Santacana, s/n/Carrer de B. C. Aribau, 21 |           |                     | Modifica les dades a Wikidata |

## església
| imatge | Nom                                  | Ubicat a  | instància de    | Detalls                                                | coordenades                                                                                  | Protecció                                  | Commons (més fotos)           | Dades a WD                    |
| ------ | ------------------------------------ | --------- | --------------- | ------------------------------------------------------ | -------------------------------------------------------------------------------------------- | ------------------------------------------ | ----------------------------- | ----------------------------- |
|        | ermita de la Salut                   | el Papiol | església ermita | Estil: arquitectura romànica Anomenat per: Verge Maria | 41° 26′ 57″ N, 2° 01′ 31″ E / 41.449304°N,2.025311°E ca:Parc de Collserola. Camí de la Salut | bé cultural d'interès local                | Ermita de la Salut del Papiol | Modifica les dades a Wikidata |
|        | església de Santa Eulàlia del Papiol | el Papiol | església        | Estil: historicisme arquitectònic 1950                 | 41° 26′ 21″ N, 2° 00′ 38″ E / 41.4391°N,2.01054°E ca:Plaça de l'Església                     | bé integrant del patrimoni cultural català | Santa Eulàlia del Papiol      | Modifica les dades a Wikidata |

## estructura arquitectònica
| imatge | Nom                              | Ubicat a  | instància de              | Detalls      | coordenades                                                                                         | Protecció | Commons (més fotos) | Dades a WD                    |
| ------ | -------------------------------- | --------- | ------------------------- | ------------ | --------------------------------------------------------------------------------------------------- | --------- | ------------------- | ----------------------------- |
|        | Fita del Papiol                  | el Papiol | estructura arquitectònica | 19th century | 41° 26′ 21″ N, 2° 00′ 51″ E / 41.43921661376953°N,2.0140440464019775°E ca:Plaça de Joan Fuster, s/n |           |                     | Modifica les dades a Wikidata |
|        | Racó de les Màscares (Cal Faura) | el Papiol | estructura arquitectònica | 20th century | 41° 26′ 16″ N, 2° 00′ 33″ E / 41.43775177001953°N,2.0092949867248535°E ca:Doctor Fleming, 4-6       |           |                     | Modifica les dades a Wikidata |

## font
| imatge | Nom                                     | Ubicat a  | instància de | Detalls                       | coordenades                                                                                                 | Protecció | Commons (més fotos)       | Dades a WD                    |
| ------ | --------------------------------------- | --------- | ------------ | ----------------------------- | --- | --------- | ------------------------- | ----------------------------- |
|        | Pou i font del Carrer Papiol de Baix, 5 | el Papiol | font         | 20th century                  | 41° 25′ 42″ N, 2° 00′ 18″ E / 41.42832°N,2.00498°E ca:Carrer Papiol de Baix, 5                              |           |                           | Modifica les dades a Wikidata |
|        | font de Ca l'Amigonet                   | el Papiol | font         |                               | 41° 26′ 02″ N, 2° 01′ 23″ E / 41.43379°N,2.02303°E ca:Barranc de can Puig 88 msnm                           |           |                           | Modifica les dades a Wikidata |
|        | font de Ca n'Esteve                     | el Papiol | font         | 20th century                  | 41° 26′ 33″ N, 2° 01′ 04″ E / 41.44255°N,2.01773°E ca:Camí sota ca n'Esteve, s/n                            |           |                           | Modifica les dades a Wikidata |
|        | font de can Tintorer                    | el Papiol | font         | 1880                          | 41° 26′ 21″ N, 2° 00′ 45″ E / 41.43918°N,2.01238°E ca:Plaça Gaudí, s/n                                      |           |                           | Modifica les dades a Wikidata |
|        | font de la Mare de Deu de Montserrat    | el Papiol | font         | 20th century                  | 41° 26′ 22″ N, 2° 00′ 50″ E / 41.43942°N,2.01396°E ca:Carrer de les Parres                                  |           |                           | Modifica les dades a Wikidata |
|        | font de les Escletxes                   | el Papiol | font         | 20th century Estat: bon estat | 41° 26′ 16″ N, 2° 01′ 14″ E / 41.4379°N,2.02058°E ca:Carrer de les Escletxes 147 msnm                       |           | Font de les Escletxes     | Modifica les dades a Wikidata |
|        | font del Carrer Jacint Verdaguer        | el Papiol | font         | 20th century                  | 41° 26′ 08″ N, 2° 00′ 25″ E / 41.43543°N,2.00702°E ca:Carrer Jacint Verdaguer/Cantonada Carrer Pi i Margall |           |                           | Modifica les dades a Wikidata |
|        | font del Lleó                           | el Papiol | font         | Estat: malmès                 | 41° 26′ 52″ N, 2° 01′ 26″ E / 41.44785°N,2.0238°E ca:Corriol sota la Salut 200 msnm                         |           | Font del Lleó (El Papiol) | Modifica les dades a Wikidata |
|        | font del Pi del Balç                    | el Papiol | font         | 20th century                  | 41° 25′ 40″ N, 2° 00′ 23″ E / 41.42781°N,2.00632°E ca:Camí del Pi del Balç, 08754                           |           |                           | Modifica les dades a Wikidata |
|        | font del Pi/Font del Trull              | el Papiol | font         | 20th century                  | 41° 26′ 06″ N, 2° 01′ 01″ E / 41.43491°N,2.01681°E ca:Carrer del Pi                                         |           |                           | Modifica les dades a Wikidata |
|        | font del Revolt                         | el Papiol | font         | 20th century                  | 41° 26′ 13″ N, 2° 00′ 12″ E / 41.43692°N,2.0034°E ca:Avinguda de la Generalitat de Catalunya, 126           |           |                           | Modifica les dades a Wikidata |
|        | font del Vernet                         | el Papiol | font         |                               | 41° 26′ 41″ N, 2° 01′ 29″ E / 41.44485°N,2.02469°E ca:Font del Vernet                                       |           |                           | Modifica les dades a Wikidata |

## indret
| imatge | Nom                         | Ubicat a  | instància de | Detalls | coordenades                                                           | Protecció | Commons (més fotos)             | Dades a WD                    |
| ------ | --------------------------- | --------- | ------------ | ------- | --------------------------------------------------------------------- | --------- | ------------------------------- | ----------------------------- |
|        | Les Escletxes               | el Papiol | indret       |         | 41° 26′ 23″ N, 2° 01′ 07″ E / 41.4396°N,2.01849°E ca:Camí de la Salut |           | Escletxes del Papiol - Can Puig | Modifica les dades a Wikidata |
|        | horts del pla del Llobregat | el Papiol | indret       |         | 41° 25′ 53″ N, 2° 00′ 04″ E / 41.43145°N,2.0011°E                     |           |                                 | Modifica les dades a Wikidata |

## masia
| imatge | Nom             | Ubicat a                | instància de | Detalls                                  | coordenades | Protecció                                  | Commons (més fotos)     | Dades a WD                    |
| ------ | --------------- | ----------------------- | ------------ | ---------------------------------------- | --- | ------------------------------------------ | ----------------------- | ----------------------------- |
|        | Ca n'Amigonet   | el Papiol               | masia        |                                          | 41° 26′ 07″ N, 2° 01′ 32″ E / 41.4352233836023°N,2.02553543199161°E ca:Camí de ca n'Amigonet, s/n                               |                                            | Ca n'Amigonet           | Modifica les dades a Wikidata |
|        | Ca n'Esteve     | el Papiol               | masia        |                                          | 41° 26′ 31″ N, 2° 00′ 58″ E / 41.4419709529653°N,2.01613341638689°E ca:Camí de ca n'Esteve, s/n                                 |                                            | Ca n'Esteve (el Papiol) | Modifica les dades a Wikidata |
|        | Can Calopeta    | el Papiol               | masia        | Estil: arquitectura popular              | 41° 26′ 55″ N, 2° 00′ 53″ E / 41.4485979762229°N,2.01480020894382°E ca:Camí de can Calopeta, s/n                                |                                            |                         | Modifica les dades a Wikidata |
|        | Can Canals      | el Papiol               | masia        |                                          | 41° 26′ 50″ N, 1° 59′ 57″ E / 41.44732042776°N,1.9992630437631°E                                                                |                                            |                         | Modifica les dades a Wikidata |
|        | Can Domènec     | el Papiol               | masia        | Estil: arquitectura popular              | 41° 27′ 29″ N, 2° 01′ 10″ E / 41.4581°N,2.01952°E ca:Camí de can Domènec, s/n                                                   | bé integrant del patrimoni cultural català | Can Domènec (el Papiol) | Modifica les dades a Wikidata |
|        | Can Joana       | el Papiol               | masia        |                                          | 41° 26′ 19″ N, 2° 00′ 24″ E / 41.4387104044735°N,2.00671448450943°E ca:Colònia Casajuana, C./de Sant Jordi, 5                   |                                            |                         | Modifica les dades a Wikidata |
|        | Can Mas         | el Papiol               | masia        | Estil: arquitectura popular 17th century | 41° 26′ 30″ N, 1° 59′ 56″ E / 41.441564°N,1.998932°E ca:A la carretera de Rubí 52 msnm                                          | bé integrant del patrimoni cultural català | Can Mas (el Papiol)     | Modifica les dades a Wikidata |
|        | Can Minguet     | el Papiol               | masia        |                                          | 41° 26′ 31″ N, 2° 00′ 32″ E / 41.4420798068392°N,2.00887764524339°E ca:Baixada de Can Minguet, 21                               |                                            | Can Minguet (el Papiol) | Modifica les dades a Wikidata |
|        | Can Perera      | el Papiol               | masia        | 20th century                             | 41° 26′ 37″ N, 2° 00′ 21″ E / 41.4436934231171°N,2.00589630201093°E ca:Paratge de can Parera                                    |                                            | Can Perera (el Papiol)  | Modifica les dades a Wikidata |
|        | Can Puig        | el Papiol               | masia        |                                          | 41° 26′ 06″ N, 2° 01′ 16″ E / 41.434929°N,2.021232°E ca:Camí de Can Puig                                                        |                                            |                         | Modifica les dades a Wikidata |
|        | Can Rabella     | Molins de Rei el Papiol | masia        | Estil: arquitectura popular              | 41° 25′ 35″ N, 2° 01′ 13″ E / 41.4265°N,2.0202°E ca:Riera de Vallvidrera                                                        | bé integrant del patrimoni cultural català | Can Rabella             | Modifica les dades a Wikidata |
|        | Can Tintorer    | el Papiol               | masia        |                                          | 41° 27′ 24″ N, 2° 00′ 27″ E / 41.4565611547066°N,2.00754369654145°E ca:Cementiri Comarcal Roques Blanques Crta. C-1413a, km 4.5 |                                            |                         | Modifica les dades a Wikidata |
|        | Casa de l'Aigua | el Papiol               | masia        | 19th century                             | 41° 26′ 07″ N, 1° 59′ 50″ E / 41.43514183292139°N,1.9971621036529543°E ca:Horts del pla del Llobregat                           |                                            |                         | Modifica les dades a Wikidata |
|        | can Maimó       | el Papiol               | masia        | Estil: arquitectura popular 17th century | 41° 27′ 08″ N, 2° 00′ 29″ E / 41.452104°N,2.008°E ca:Prop del cementiri de Roques Blanques 119 msnm                             | bé integrant del patrimoni cultural català | Can Maimó               | Modifica les dades a Wikidata |
|        | el Colomer      | el Papiol               | masia        | Estil: arquitectura popular 18th century | 41° 25′ 49″ N, 2° 00′ 16″ E / 41.430256°N,2.00442°E ca:El Papiol de Baix - Ctra. de Rubí 30 msnm                                | bé integrant del patrimoni cultural català | El Colomer (el Papiol)  | Modifica les dades a Wikidata |

## mobiliari urbà
| imatge | Nom                                | Ubicat a  | instància de                              | Detalls             | coordenades | Protecció | Commons (més fotos)   | Dades a WD                    |
| ------ | ---------------------------------- | --------- | ----------------------------------------- | ------------------- | --- | --------- | --------------------- | ----------------------------- |
|        | Mural de les Escoles velles        | el Papiol | mobiliari urbà                            | 2016                | 41° 26′ 10″ N, 2° 00′ 24″ E / 41.43616°N,2.00679°E ca:Carrer Rambla de Catalunya cantonada carrer del Pare Remigi del Papiol |           |                       | Modifica les dades a Wikidata |
|        | Placa de carrer del Papiol de Baix | el Papiol | mobiliari urbà                            | 19th century        | 41° 25′ 42″ N, 2° 00′ 18″ E / 41.42825°N,2.00497°E ca:Carrer Papiol de Baix, 7                                               |           |                       | Modifica les dades a Wikidata |
|        | Placa del Passatge Bellreguard     | el Papiol | mobiliari urbà                            | 1965                | 41° 26′ 18″ N, 2° 00′ 39″ E / 41.43839°N,2.01078°E ca:Passatge Bellreguard                                                   |           |                       | Modifica les dades a Wikidata |
|        | Via Crucis                         | el Papiol | mobiliari urbà Via Crucis retaule ceràmic | 1940s Estat: malmès | 41° 26′ 19″ N, 2° 00′ 37″ E / 41.43858°N,2.01016°E 144 msnm                                                                  |           | Via Crucis del Papiol | Modifica les dades a Wikidata |

## molí de vent
| imatge | Nom                  | Ubicat a  | instància de | Detalls       | coordenades                                                                                        | Protecció | Commons (més fotos)  | Dades a WD                    |
| ------ | -------------------- | --------- | ------------ | ------------- | -------------------------------------------------------------------------------------------------- | --------- | -------------------- | ----------------------------- |
|        | Molí d'en Roig       | el Papiol | molí de vent | 1900s         | 41° 26′ 17″ N, 2° 00′ 39″ E / 41.43813°N,2.01097°E ca:Avinguda de la Generalitat de Catalunya, 7-9 |           | Molí d'en Roig       | Modifica les dades a Wikidata |
|        | Molí de Can Domènech | el Papiol | molí de vent | Estat: malmès | 41° 27′ 26″ N, 2° 01′ 07″ E / 41.45731°N,2.01851°E ca:Can Domènech 171 msnm                        |           | Molí de Can Domènech | Modifica les dades a Wikidata |

## monument
| imatge | Nom                                     | Ubicat a  | instància de | Detalls                       | coordenades | Protecció | Commons (més fotos) | Dades a WD                    |
| ------ | --------------------------------------- | --------- | ------------ | ----------------------------- | --- | --------- | ------------------- | ----------------------------- |
|        | Monument "El Papiol al Dr. Barberà"     | el Papiol | monument     | 21st century Estat: bon estat | 41° 26′ 16″ N, 2° 00′ 59″ E / 41.43791°N,2.01631°E ca:Plaça del Doctor Barberà, s/n 130 msnm                           |           |                     | Modifica les dades a Wikidata |
|        | Monument a Clavé                        | el Papiol | monument     | 1969                          | 41° 26′ 09″ N, 2° 00′ 28″ E / 41.43592°N,2.00764°E ca:Carrer Angel Guimerà cantonada Jacint Verdaguer                  |           |                     | Modifica les dades a Wikidata |
|        | Monument a Rafael Casanova              | el Papiol | monument     | 1990                          | 41° 26′ 12″ N, 2° 00′ 36″ E / 41.43679°N,2.01012°E ca:Plaça de Rafael Casanova, s/n                                    |           |                     | Modifica les dades a Wikidata |
|        | Monument a la Coral 'La Perdiu'         | el Papiol | monument     | 2001                          | 41° 26′ 15″ N, 2° 00′ 31″ E / 41.4376°N,2.00848°E ca:Parc de La Castanyera, carrer d'Anselm Clavé, 14                  |           |                     | Modifica les dades a Wikidata |
|        | Monument als Morts de la Guerra Civil   | el Papiol | monument     | 20th century                  | 41° 26′ 19″ N, 2° 00′ 40″ E / 41.43853°N,2.01112°E ca:Avinguda de la Generalitat de Catalunya (al davant del número 5) |           |                     | Modifica les dades a Wikidata |
|        | Monument als morts de la riuada de 1962 | el Papiol | monument     | 1967                          | 41° 26′ 08″ N, 2° 00′ 02″ E / 41.43569°N,2.00063°E ca:Horts del pla del Llobregat                                      |           |                     | Modifica les dades a Wikidata |

## muntanya
| imatge | Nom                | Ubicat a                        | instància de | Detalls | coordenades                                                                      | Protecció | Commons (més fotos)            | Dades a WD                    |
| ------ | ------------------ | ------------------------------- | ------------ | ------- | -------------------------------------------------------------------------------- | --------- | ------------------------------ | ----------------------------- |
|        | Puig Madrona       | el Papiol Sant Cugat del Vallès | muntanya     |         | 41° 27′ 05″ N, 2° 01′ 27″ E / 41.4512983754°N,2.02409766978°E 333 msnm           |           | Puig Madrona                   | Modifica les dades a Wikidata |
|        | Puig del Rossinyol | el Papiol Sant Cugat del Vallès | muntanya     |         | 41° 26′ 48″ N, 2° 01′ 37″ E / 41.44673°N,2.027014°E 257.9 msnm                   |           | Puig del Rossinyol (el Papiol) | Modifica les dades a Wikidata |
|        | Turó de la Pineda  | el Papiol Molins de Rei         | muntanya     |         | 41° 26′ 21″ N, 2° 01′ 58″ E / 41.4391°N,2.03278°E 273 msnm                       |           | Turó de la Pineda              | Modifica les dades a Wikidata |
|        | Turó del Just      | el Papiol                       | muntanya     |         | 41° 25′ 40″ N, 2° 00′ 55″ E / 41.42777777777778°N,2.015277777777778°E 130.5 msnm |           | Turó del Just                  | Modifica les dades a Wikidata |
|        | el Pi del Balç     | el Papiol                       | muntanya     |         | 41° 25′ 33″ N, 2° 00′ 35″ E / 41.4259°N,2.00961°E ca:Pi del Balç 114 msnm        |           | El Pi del Balç                 | Modifica les dades a Wikidata |

## pedrera
| imatge | Nom                              | Ubicat a                        | instància de   | Detalls | coordenades                                                                           | Protecció | Commons (més fotos) | Dades a WD                    |
| ------ | -------------------------------- | ------------------------------- | -------------- | ------- | ------------------------------------------------------------------------------------- | --------- | ------------------- | ----------------------------- |
|        | Pedrera a la Serra de Collserola | el Papiol                       | pedrera        |         | 41° 27′ 00″ N, 2° 01′ 02″ E / 41.44996°N,2.01721°E ca:Serra de Collserola             |           |                     | Modifica les dades a Wikidata |
|        | pedrera Berta                    | el Papiol Sant Cugat del Vallès | pedrera indret |         | 41° 27′ 34″ N, 2° 00′ 55″ E / 41.459332°N,2.015375°E ca:Camí de la Pedrera Berta, s/n |           | Berta Quarry        | Modifica les dades a Wikidata |

## plaça
| imatge | Nom                        | Ubicat a  | instància de | Detalls          | coordenades                                                                        | Protecció | Commons (més fotos)              | Dades a WD                    |
| ------ | -------------------------- | --------- | ------------ | ---------------- | ---------------------------------------------------------------------------------- | --------- | -------------------------------- | ----------------------------- |
|        | plaça de Catalunya         | el Papiol | plaça        | 20th century     | 41° 26′ 11″ N, 2° 00′ 17″ E / 41.43642°N,2.0048°E                                  |           |                                  | Modifica les dades a Wikidata |
|        | plaça de Joan Fuster       | el Papiol | plaça        | Estat: bon estat | 41° 26′ 21″ N, 2° 00′ 51″ E / 41.439193°N,2.014222°E ca:Plaça Joan Fuster 135 msnm |           | Plaça de Joan Fuster (el Papiol) | Modifica les dades a Wikidata |
|        | plaça de Rafael Casanova   | el Papiol | plaça        |                  | 41° 26′ 13″ N, 2° 00′ 36″ E / 41.43681°N,2.01004°E                                 |           |                                  | Modifica les dades a Wikidata |
|        | plaça dels Països Catalans | el Papiol | plaça        | Estat: bon estat | 41° 26′ 24″ N, 2° 00′ 39″ E / 41.4399°N,2.01093°E 122 msnm                         |           |                                  | Modifica les dades a Wikidata |

## polígon industrial
| imatge | Nom                                | Ubicat a  | instància de       | Detalls | coordenades                                                         | Protecció | Commons (més fotos) | Dades a WD                    |
| ------ | ---------------------------------- | --------- | ------------------ | ------- | ------------------------------------------------------------------- | --------- | ------------------- | ----------------------------- |
|        | Polígon industrial El Canyet       | el Papiol | polígon industrial |         | 41° 27′ 08″ N, 1° 59′ 52″ E / 41.4523244119415°N,1.9978148686157°E  |           |                     | Modifica les dades a Wikidata |
|        | Polígon industrial Les Torrenteres | el Papiol | polígon industrial |         | 41° 25′ 50″ N, 2° 00′ 34″ E / 41.4306547464777°N,2.00949428155477°E |           |                     | Modifica les dades a Wikidata |
|        | Polígon industrial Sud-les Argiles | el Papiol | polígon industrial |         | 41° 26′ 00″ N, 2° 00′ 46″ E / 41.4332602513715°N,2.01291367921438°E |           |                     | Modifica les dades a Wikidata |

## rellotge de sol
| imatge | Nom                                      | Ubicat a  | instància de                          | Detalls                       | coordenades | Protecció | Commons (més fotos) | Dades a WD                    |
| ------ | ---------------------------------------- | --------- | ------------------------------------- | ----------------------------- | --- | --------- | ------------------- | ----------------------------- |
|        | Rellotge de Sol 1 de Can Maimó           | el Papiol | rellotge de sol                       |                               | 41° 27′ 08″ N, 2° 00′ 29″ E / 41.45212°N,2.00798°E ca:Can Maimó                                                                      |           |                     | Modifica les dades a Wikidata |
|        | Rellotge de sol 2 de Can Maimó           | el Papiol | rellotge de sol                       | 19th century                  | 41° 27′ 08″ N, 2° 00′ 29″ E / 41.45212°N,2.00798°E ca:Can Maimó                                                                      |           |                     | Modifica les dades a Wikidata |
|        | Rellotge de sol a Cal Mariano            | el Papiol | rellotge de sol                       |                               | 41° 26′ 13″ N, 2° 00′ 36″ E / 41.43692°N,2.00996°E ca:Carrer Barcelona, 26                                                           |           |                     | Modifica les dades a Wikidata |
|        | Rellotge de sol de Ca l'Adjutori         | el Papiol | rellotge de sol                       | Estat: bon estat              | 41° 26′ 22″ N, 2° 00′ 47″ E / 41.43931°N,2.01295°E ca:C./ Carme, 1 130 msnm                                                          |           |                     | Modifica les dades a Wikidata |
|        | Rellotge de sol de Cal Presas/Cal Colomé | el Papiol | rellotge de sol                       | 20th century Estat: bon estat | 41° 26′ 21″ N, 2° 00′ 51″ E / 41.439294°N,2.014211°E ca:Plaça Joan Fuster, 3 135 msnm                                                |           |                     | Modifica les dades a Wikidata |
|        | Rellotge de sol de Cal Rei               | el Papiol | rellotge de sol                       | 19th century                  | 41° 26′ 05″ N, 2° 01′ 17″ E / 41.43483°N,2.02128°E ca:Cal Rei, Camí de Can Puig, 8 135 msnm                                          |           |                     | Modifica les dades a Wikidata |
|        | Rellotge de sol de Cal Senyoret          | el Papiol | rellotge de sol                       | 20th century Estat: bon estat | 41° 26′ 05″ N, 2° 01′ 16″ E / 41.43474°N,2.02102°E ca:Cal Senyoret, Camí de Can Puig, 7 133 msnm                                     |           |                     | Modifica les dades a Wikidata |
|        | Rellotge de sol de Can Domènec           | el Papiol | rellotge de sol                       | 1868                          | 41° 27′ 29″ N, 2° 01′ 10″ E / 41.45815°N,2.01954°E ca:Can Domènec                                                                    |           |                     | Modifica les dades a Wikidata |
|        | Rellotge de sol de Can Mas               | el Papiol | rellotge de sol                       | 19th century                  | 41° 26′ 29″ N, 1° 59′ 56″ E / 41.44144°N,1.99898°E ca:Can Mas                                                                        |           |                     | Modifica les dades a Wikidata |
|        | Rellotge de sol del Molí de l'Argemí     | el Papiol | rellotge de sol                       | 18th century                  | 41° 25′ 46″ N, 2° 00′ 05″ E / 41.42958°N,2.00136°E ca:Molí de n'Argemí                                                               |           |                     | Modifica les dades a Wikidata |
|        | rellotge de sol de Ca l'Estrada          | el Papiol | rellotge de sol element arquitectònic |                               | 41° 26′ 12″ N, 2° 00′ 37″ E / 41.43674°N,2.01016°E ca:Ca l'Estrada, Plaça de Rafael Casanova, 1/Cantonada Avinguda de la Generalitat |           |                     | Modifica les dades a Wikidata |

## xemeneia de fàbrica
| imatge | Nom                                                  | Ubicat a  | instància de        | Detalls                | coordenades                                                                          | Protecció | Commons (més fotos)          | Dades a WD                    |
| ------ | ---------------------------------------------------- | --------- | ------------------- | ---------------------- | ------------------------------------------------------------------------------------ | --------- | ---------------------------- | ----------------------------- |
|        | xemeneia de les ceràmiques Joan Canals/Bòbila Canals | el Papiol | xemeneia de fàbrica | 1920s Estat: bon estat | 41° 26′ 20″ N, 2° 01′ 00″ E / 41.438899°N,2.016715°E ca:Carrer Carme, 41-43 141 msnm |           | Xemeneia de la Bòbila Canals | Modifica les dades a Wikidata |
|        | xemeneia de vapor de la fàbrica de teixits           | el Papiol | xemeneia de fàbrica | 1850 Estat: malmès     | 41° 25′ 31″ N, 2° 00′ 19″ E / 41.4253°N,2.00539°E ca:Can Capdevila, s/n 31 msnm      |           |                              | Modifica les dades a Wikidata |

## Misc
| imatge | Nom                                                   | Ubicat a | instància de                                                                   | Detalls                                                            | coordenades | Protecció                                            | Commons (més fotos)      | Dades a WD                    |
| ------ | ----------------------------------------------------- | --- | ------------------------------------------------------------------------------ | ------------------------------------------------------------------ | --- | ---------------------------------------------------- | ------------------------ | ----------------------------- |
|        | Barri de cal Ferro/El Barri                           | el Papiol | barri                                                                          |                                                                    | 41° 26′ 22″ N, 2° 00′ 41″ E / 41.43948°N,2.01145°E ca:Carrer de Montserrat 3-7                                                  |                                                      |                          | Modifica les dades a Wikidata |
|        | Bosc del Blanc                                        | el Papiol | bosc jardí públic                                                              | 1967                                                               | 41° 26′ 15″ N, 2° 00′ 22″ E / 41.43739°N,2.00605°E ca:Carrer de Sant Jordi, 5                                                   |                                                      |                          | Modifica les dades a Wikidata |
|        | Dipòsit d'aigua                                       | el Papiol | dipòsit d'aigua                                                                | 20th century                                                       | 41° 26′ 21″ N, 2° 00′ 30″ E / 41.4392°N,2.00822°E ca:Passatge Parellada                                                         |                                                      |                          | Modifica les dades a Wikidata |
|        | Estació del Papiol                                    | el Papiol | estació de ferrocarril edifici                                                 | 1856                                                               | 41° 26′ 07″ N, 2° 00′ 09″ E / 41.435380555556°N,2.00255°E ca:Carretera de Caldes, s/n                                           |                                                      | El Papiol train station  | Modifica les dades a Wikidata |
|        | Granja Vima                                           | el Papiol | granja                                                                         |                                                                    | 41° 26′ 09″ N, 2° 00′ 43″ E / 41.435908866612°N,2.01191599933969°E                                                              |                                                      |                          | Modifica les dades a Wikidata |
|        | Llobregat                                             | Catalunya província de Barcelona Catalunya Central Àmbit Metropolità de Barcelona                                              | riu                                                                            | Desemboca: mar Mediterrània Llarg: 175km Conca: 4948.3km²          | 42° 16′ 57″ N, 2° 00′ 46″ E / 42.282412°N,2.012826°E 41° 18′ 08″ N, 2° 07′ 55″ E / 41.302248°N,2.131948°E                       |                                                      | Llobregat                | Modifica les dades a Wikidata |
|        | Mina d'aigua del Canyet                               | el Papiol | mina                                                                           |                                                                    | 41° 26′ 06″ N, 2° 00′ 09″ E / 41.43513°N,2.00245°E ca:Carretera Molins de Rei a Rubí, Km 2.6                                    |                                                      |                          | Modifica les dades a Wikidata |
|        | Mina d'aigua sobre la font de l'Avellaner             | el Papiol | mina d'aigua                                                                   | 20th century                                                       | 41° 26′ 31″ N, 2° 01′ 05″ E / 41.44182°N,2.01801°E ca:Ca n'Esteve                                                               |                                                      |                          | Modifica les dades a Wikidata |
|        | Molí d'Argemí                                         | el Papiol | molí d'aigua                                                                   | 14th century                                                       | 41° 25′ 47″ N, 2° 00′ 03″ E / 41.4297877975932°N,2.0009022926819°E ca:Horts del pla del Llobregat                               |                                                      |                          | Modifica les dades a Wikidata |
|        | Mural d'homenatge al vi                               | el Papiol | mural                                                                          | 1972                                                               | 41° 26′ 17″ N, 2° 00′ 36″ E / 41.43809127807617°N,2.010093927383423°E ca:Abat Escarré                                           |                                                      |                          | Modifica les dades a Wikidata |
|        | Museu del Papiol                                      | el Papiol | museu                                                                          | 2012 Estat: bon estat                                              | 41° 26′ 10″ N, 2° 00′ 26″ E / 41.43601°N,2.00719°E 86 msnm                                                                      |                                                      | Museu del Papiol         | Modifica les dades a Wikidata |
|        | Màquina excavadora Menck                              | el Papiol | art de rotonda excavadora                                                      | 20th century Estat: bon estat                                      | 41° 25′ 59″ N, 2° 00′ 21″ E / 41.43315°N,2.00595°E ca:Rotonda d'accès al polígon industrial sud 36 msnm                         |                                                      | Menck M110 (el Papiol)   | Modifica les dades a Wikidata |
|        | Nau industrial del Carrer de la Plana, 2-6            | el Papiol | nau industrial                                                                 | 20th century                                                       | 41° 25′ 55″ N, 2° 00′ 44″ E / 41.43207°N,2.01225°E ca:Carrer de la Plana, 2-6                                                   |                                                      |                          | Modifica les dades a Wikidata |
|        | Parc natural de Collserola                            | Barcelona Sant Cugat del Vallès Cerdanyola del Vallès Molins de Rei el Papiol Sant Feliu de Llobregat Sant Just Desvern        | àrea protegida parc natural                                                    | 2010 2010-10-19 Superfície: 8259 7689.37879ha                      | 41° 25′ 28″ N, 2° 06′ 32″ E / 41.424444°N,2.108889°E Collserola                                                                 |                                                      | Collserola Natural Park  | Modifica les dades a Wikidata |
|        | Pou de captació d'aigües                              | el Papiol | pou                                                                            | 20th century                                                       | 41° 26′ 09″ N, 2° 00′ 03″ E / 41.4359°N,2.00076°E ca:Horts del pla del Llobregat, al cosat esquerra del torrent de Batzacs      |                                                      |                          | Modifica les dades a Wikidata |
|        | Puig Madrona                                          | el Papiol | vèrtex geodèsic                                                                | Alt: 1.2m                                                          | 41° 27′ 05″ N, 2° 01′ 27″ E / 41.451341°N,2.024143°E 341.812 msnm                                                               |                                                      |                          | Modifica les dades a Wikidata |
|        | Puigmadrona                                           | el Papiol | nucli de població                                                              | 20th century                                                       | 41° 26′ 51″ N, 2° 00′ 45″ E / 41.44743422358°N,2.0124298037928°E ca:Cases del Puig Madrona 100 msnm                             |                                                      | Puigmadrona (barri)      | Modifica les dades a Wikidata |
|        | Pèrgola-mirador                                       | el Papiol | pèrgola                                                                        | 21st century Estat: bon estat                                      | 41° 26′ 21″ N, 2° 00′ 49″ E / 41.43917°N,2.01352°E ca:Carrer Carme 123 msnm                                                     |                                                      |                          | Modifica les dades a Wikidata |
|        | Resclosa del Llobregat                                | el Papiol | resclosa                                                                       | 20th century                                                       | 41° 26′ 06″ N, 1° 59′ 45″ E / 41.4351°N,1.99587°E ca:A la confluència dels cursos fluvials del riu Llobregat i la riera de Rubí |                                                      |                          | Modifica les dades a Wikidata |
|        | Serra de Roques Blanques                              | el Papiol | serra                                                                          |                                                                    | 41° 27′ 17″ N, 2° 00′ 58″ E / 41.454657°N,2.016241°E 195 msnm                                                                   |                                                      | Serra de Roques Blanques | Modifica les dades a Wikidata |
|        | Sínia                                                 | el Papiol | sínia element arquitectònic                                                    | 1880                                                               | 41° 25′ 56″ N, 1° 59′ 57″ E / 41.43232°N,1.99915°E ca:Horts del pla del Llobregat                                               |                                                      |                          | Modifica les dades a Wikidata |
|        | Torre de can Colomer                                  | el Papiol | torre                                                                          | 1663                                                               | 41° 25′ 49″ N, 2° 00′ 15″ E / 41.43035°N,2.00424°E ca:Ctra de Caldes, s/n                                                       |                                                      |                          | Modifica les dades a Wikidata |
|        | canal de la Infanta                                   | Molins de Rei Sant Feliu de Llobregat Sant Joan Despí Cornellà de Llobregat l'Hospitalet de Llobregat Zona Franca de Barcelona | canal                                                                          | 1819 Llarg: 17.42km Ample: 4m Superfície: 3200ha Profunditat: 1.5m | 41° 24′ 35″ N, 2° 01′ 03″ E / 41.4096°N,2.01744°E                                                                               |                                                      | Canal de la Infanta      | Modifica les dades a Wikidata |
|        | capella de la Mare de Déu del Carme de Can Maimó      | el Papiol | capella                                                                        | 1689                                                               | 41° 27′ 07″ N, 2° 00′ 29″ E / 41.45191°N,2.00797°E ca:Can Maimó                                                                 |                                                      |                          | Modifica les dades a Wikidata |
|        | casa de la vila del Papiol                            | el Papiol | casa consistorial                                                              |                                                                    | 41° 26′ 17″ N, 2° 00′ 40″ E / 41.4379864°N,2.011031°E                                                                           |                                                      |                          | Modifica les dades a Wikidata |
|        | castell del Papiol                                    | el Papiol | castell                                                                        |                                                                    | 41° 26′ 19″ N, 2° 00′ 36″ E / 41.4386°N,2.01°E ca:Plaça del Castell, s/n 135 msnm                                               | bé d'interès cultural bé cultural d'interès nacional | Castell del Papiol       | Modifica les dades a Wikidata |
|        | el Papiol                                             | el Papiol | entitat singular de població capital municipal ens local històric de Catalunya | 4358 hab                                                           | 41° 26′ 17″ N, 2° 00′ 44″ E / 41.43809055°N,2.01220638°E 93 msnm                                                                |                                                      |                          | Modifica les dades a Wikidata |
|        | els Esperons/murs de contenció del torrent de Batzacs | el Papiol | dic                                                                            |                                                                    | 41° 25′ 58″ N, 1° 59′ 56″ E / 41.43288°N,1.99876°E ca:Torrent de Batzacs, a la zona d'horta                                     |                                                      |                          | Modifica les dades a Wikidata |
|        | paller de Can Domènec                                 | el Papiol | pallissa                                                                       | Estil: arquitectura popular 20th century                           | 41° 27′ 28″ N, 2° 01′ 13″ E / 41.457908°N,2.020371°E ca:Can Domànec del Papiol 178 msnm                                         | bé integrant del patrimoni cultural català           | Paller de Can Domènec    | Modifica les dades a Wikidata |
|        | pas Cobert                                            | el Papiol | passatge                                                                       | Estil: arquitectura romànica arquitectura popular 13rd century     | 41° 26′ 20″ N, 2° 00′ 37″ E / 41.43892°N,2.010374°E ca:C. Abat Aureli Maria Escarré, 35 138 msnm                                | bé integrant del patrimoni cultural català           | Pas Cobert (el Papiol)   | Modifica les dades a Wikidata |
|        | safareig de la font del Vernet                        | el Papiol | safareig                                                                       |                                                                    | 41° 26′ 41″ N, 2° 01′ 29″ E / 41.44485°N,2.02469°E ca:Font del Vernet                                                           |                                                      |                          | Modifica les dades a Wikidata |